# Geschichte der Mathematik

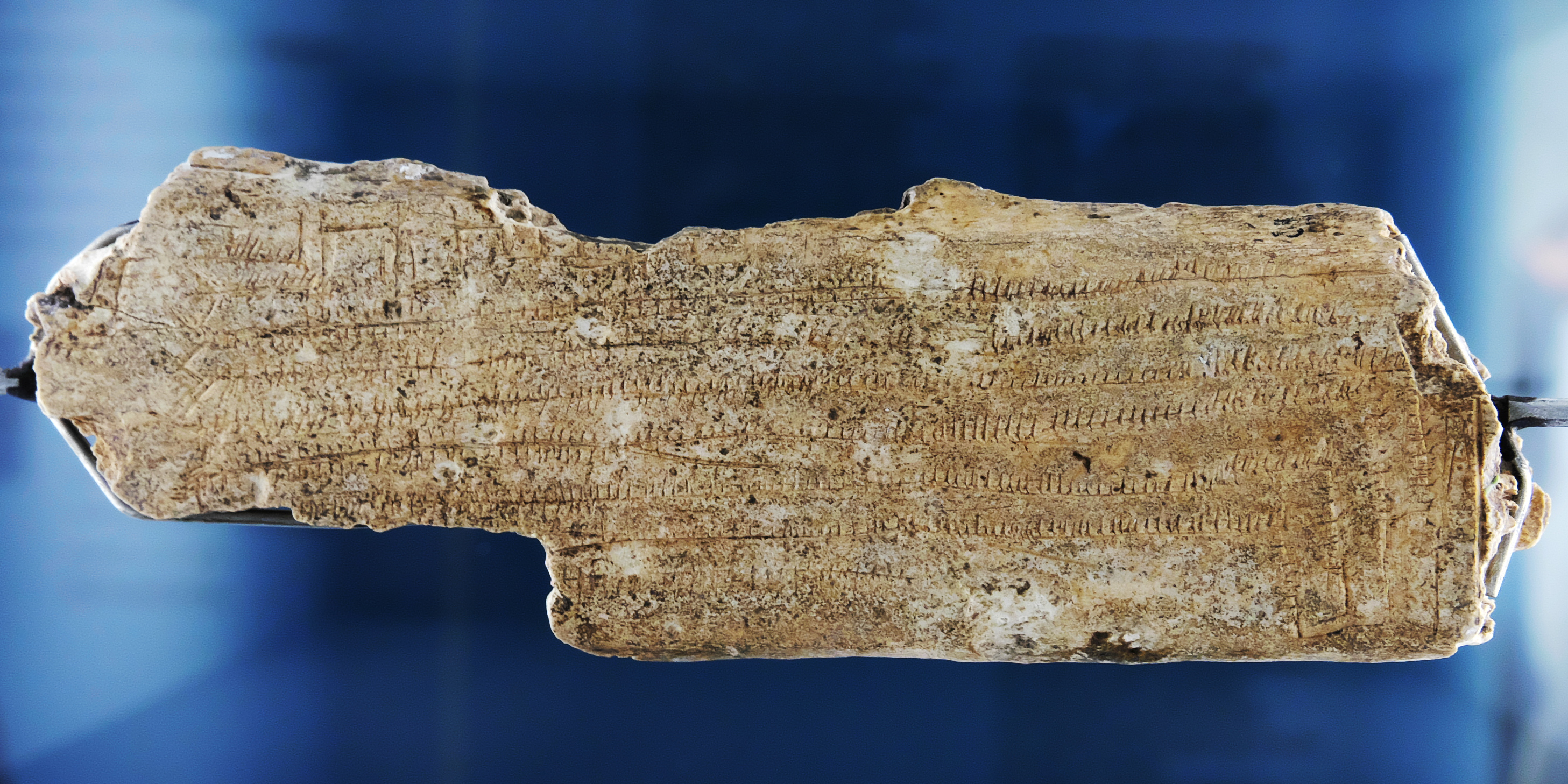
Knochen aus den Höhlen von Thaïs mit Reihen von 28 bis 30 Kerben, die der Dauer von Mondmonaten entsprechen. 12.000 Jahre alt.

Die Geschichte der Mathematik reicht zurück bis ins Altertum und den Anfängen des Zählens in der Jungsteinzeit. Nachweise erster Anfänge von Zählverfahren reichen ca. 50.000 Jahre zurück. Der Pyramidenbau im Alten Ägypten vor über 4500 Jahren mit seinen exakt berechneten Formen ist ein deutliches Anzeichen für das Vorhandensein von bereits weitreichenden mathematischen Kenntnissen. Im Gegensatz zur Mathematik der Ägypter, von der wegen der empfindlichen Papyri nur wenige Quellen existieren, liegen von der babylonischen Mathematik in Mesopotamien etwa 400 Tontafeln vor. Die beiden Kulturräume hatten zwar unterschiedliche Zahlensysteme, kannten aber beide die vier Grundrechenarten sowie Annäherungen für die Kreiszahl {\displaystyle \pi }. Mathematische Belege aus China sind deutlich jüngeren Datums, da Dokumente durch Brände vernichtet wurden, ähnlich schlecht lässt sich die frühe indische Mathematik datieren. Im antiken Europa wurde die Mathematik von den Griechen als Wissenschaft im Rahmen der Philosophie betrieben. Aus dieser Zeit datiert die Orientierung an der Aufgabenstellung des „rein logischen Beweisens“ und der erste Ansatz einer Axiomatisierung, nämlich die euklidische Geometrie. Persische und arabische Mathematiker griffen die von den Römern eher vernachlässigten griechischen, aber auch indische Erkenntnisse auf und begründeten die Algebra. Von Spanien und Italien aus verbreitete sich dieses Wissen in die europäischen Klosterschulen und Universitäten. Die Entwicklung der modernen Mathematik (höhere Algebra, analytische Geometrie, Wahrscheinlichkeitstheorie, Analysis u. a.) erfolgte in Europa ab der Renaissance. Europa blieb bis ins 19. Jahrhundert das Zentrum der Entwicklung der Mathematik, das 20. Jahrhundert sah eine „explosionsartige“ Entwicklung und eine Internationalisierung der Mathematik mit einem deutlichen Schwerpunkt in den USA, die besonders nach dem Zweiten Weltkrieg Mathematiker aus aller Welt anzogen mit einem großen Bedarf aufgrund der expansiven technologischen Entwicklung.

## Mathematik der alten Ägypter und Babylonier

### Ägypten
Die wichtigsten der wenigen erhaltenen Quellen, die uns Auskunft über die mathematischen Fähigkeiten der Ägypter geben, sind der Papyrus Rhind, der Papyrus Moskau und die sogenannte „Lederrolle“.
Die Ägypter verwendeten die Mathematik meist nur für praktische Aufgaben wie die Lohnberechnung, die Berechnung von Getreidemengen zum Brotbacken oder Flächenberechnungen. Sie kannten die vier Grundrechenarten, so die Subtraktion als Umkehrung der Addition, die Multiplikation führte man auf das fortgesetzte Verdoppeln zurück und die Division auf das wiederholte Halbieren. Um die Division vollständig durchführen zu können, verwendeten die Ägypter allgemeine Brüche natürlicher Zahlen, die sie durch Summen von Stammbrüchen und dem Bruch 2/3 darstellten. Sie konnten auch Gleichungen mit einer abstrakten Unbekannten lösen. In der Geometrie waren ihnen die Berechnung der Flächen von Dreiecken, Rechtecken und Trapezen, (16/9)2 als Näherung der Kreiszahl π (pi) und die Berechnung des Volumens eines quadratischen Pyramidenstumpfs bekannt. Archäologische Funde von Aufzeichnungen einer mathematischen Beweisführung fehlen bis heute. Sie hatten für Zahlen eigene Hieroglyphen, ab dem Jahr 1800 v. Chr. benutzten sie die hieratische Schrift, die mit abgerundeten und vereinfachten hieroglyphischen Schriftzeichen geschrieben wurde.

### Babylon

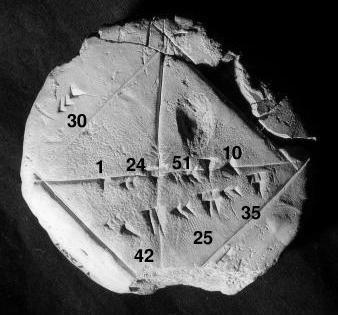
Babylonische Keilschrifttafel YBC 7289 mit einer sexagesimalen Näherung für die Quadratwurzel von Zwei (auf der Diagonalen):

Die Babylonier verwendeten ein Sexagesimal-Stellenwertsystem, wenn auch mit unvollkommener Ausprägung, so dass sich die Bedeutung häufig erst aus dem Zusammenhang ergab. Die erhaltenen Tontafeln sind zum Beispiel Zahlentabellen für Multiplikation, mit Kehrwerten (entsprechend ihrem Verfahren für die Division), Quadraten und Kuben; nicht vorhandene Tabellenwerte konnten durch lineare Interpolation und Anwendung von Teilbarkeitsregeln ermittelt werden. Es gibt auch Tafeln mit Aufgaben, die zum Beispiel heutigen linearen Gleichungssystemen entsprechen oder Zinseszinsrechnungen, und Erläuterungen von Rechenmethoden. Sie verfügten über einen Algorithmus zur Berechnung von Quadratwurzeln (Babylonisches Wurzelziehen) und konnten damit sogar quadratische Gleichungen lösen. Sie kannten den Satz des Pythagoras und als Näherung für die Kreiszahl π benutzten sie 3 oder 3+1/8. Eine strenge Beweisführung strebten die Babylonier offenbar nicht an.

## Mathematik in Griechenland
Die Mathematik der griechischen Antike teilt sich in vier große Perioden:
- Ionische Periode (Ionische Philosophie/Vorsokratiker: Thales, Pythagoras, Anaxagoras, Demokrit, Hippokrates, Theodoros) von 600 bis 400 v. Chr.
- Athenische Periode (Sophisten, Platon, Aristoteles, Theaitetos, Eudoxos von Knidos, Menaichmos, Deinostratos, Autolykos von Pitane) von 400 bis 300 v. Chr.
- Alexandrinische Periode (Euklides, Aristarchos, Archimedes, Eratosthenes, Nikomedes, Apollonios) von 300 bis 200 v. Chr.
- Spätzeit (Hipparchos, Menelaos, Heron von Alexandria, Ptolemäus, Diophant von Alexandrien, Pappos) von 200 v. Chr. bis 300 n. Chr.

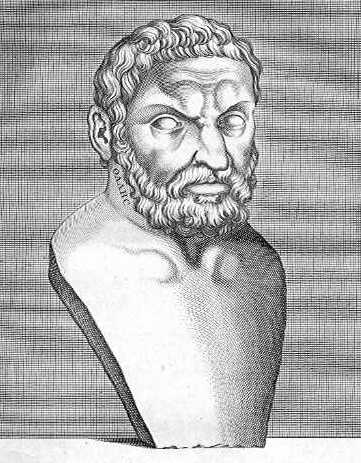
Thales
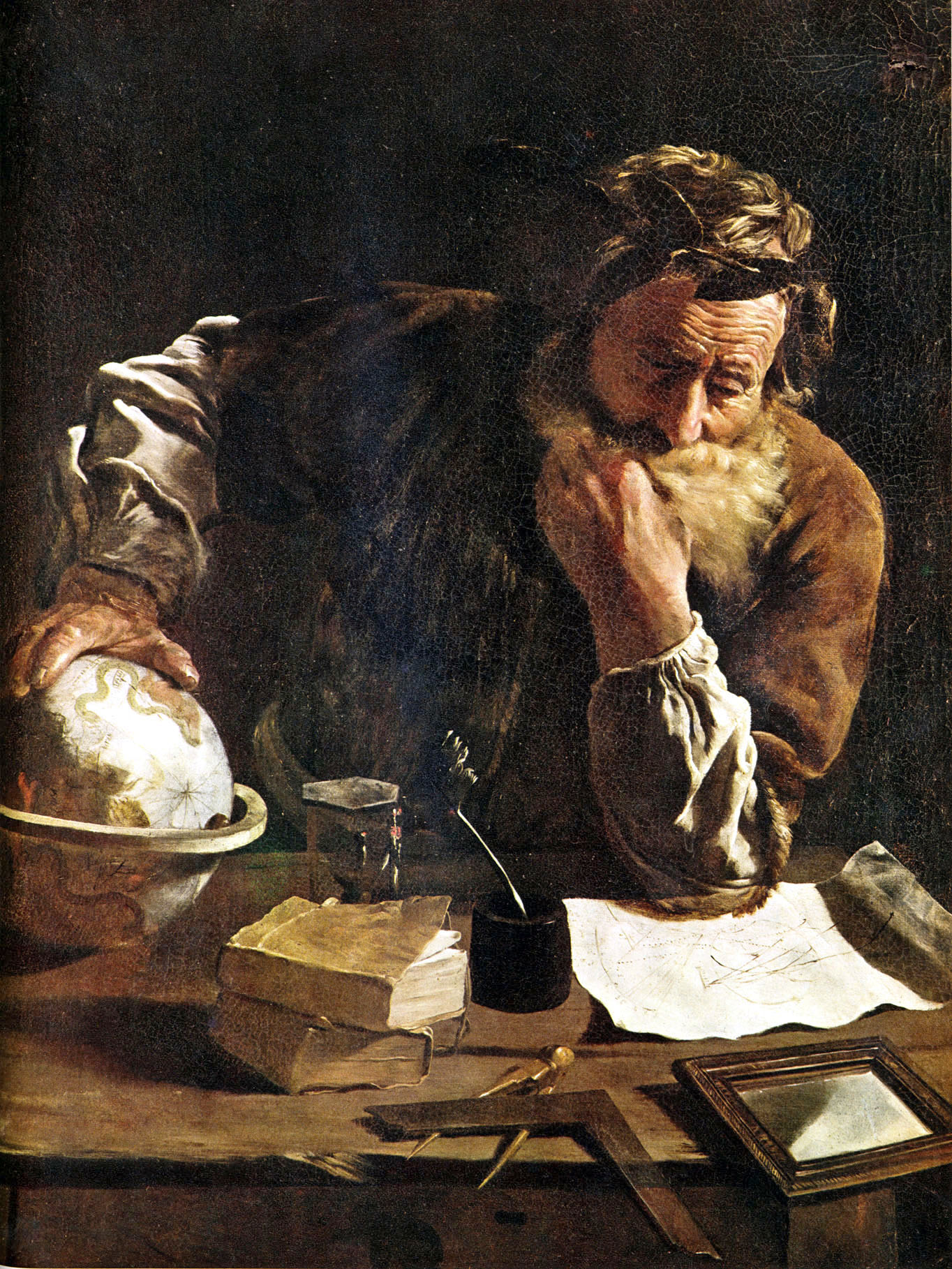
Archimedes
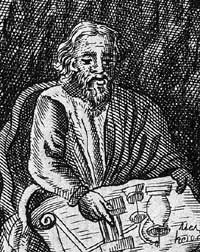
Heron von Alexandria
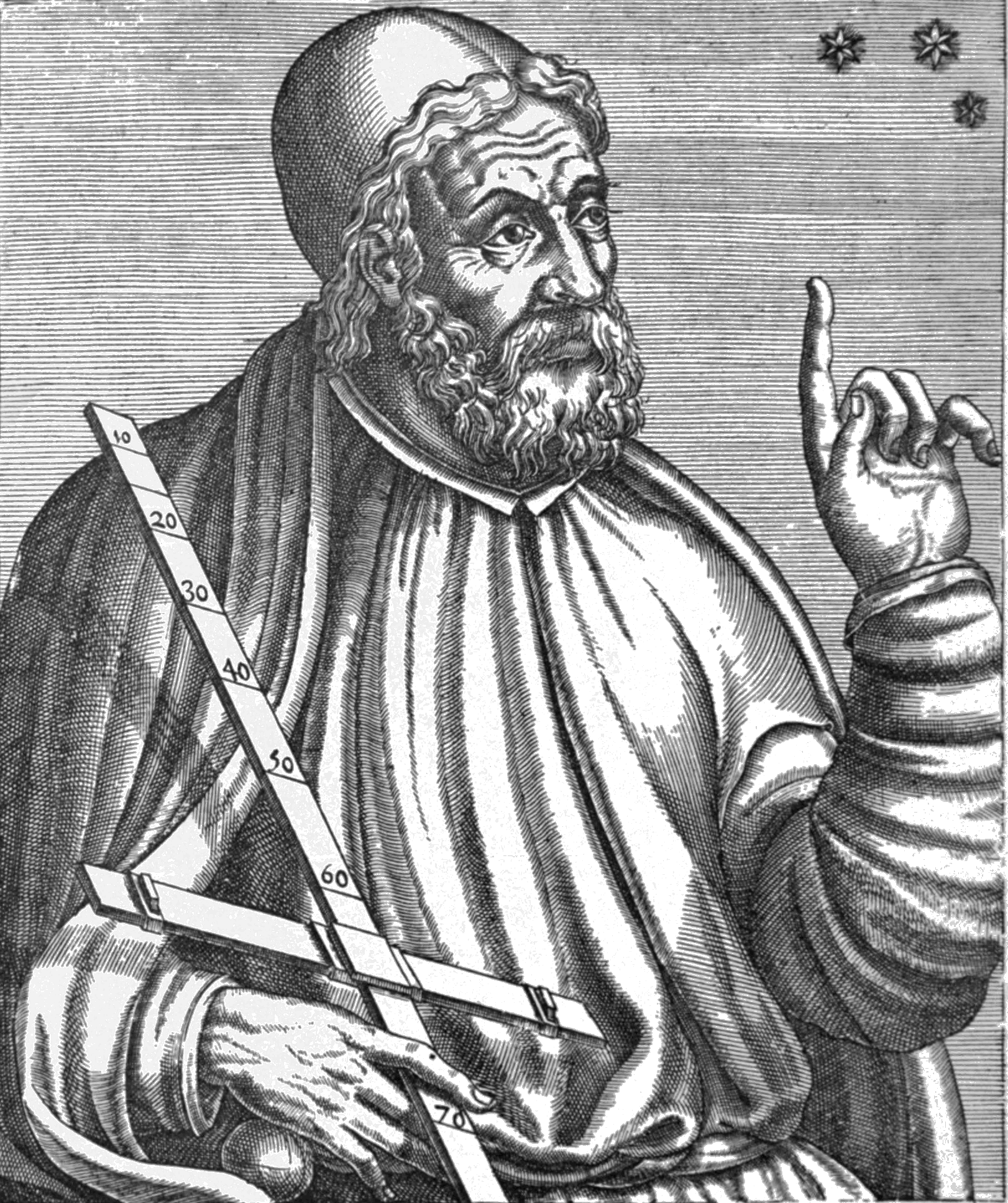
Claudius Ptolemäus

Nach einer aus der Antike stammenden, aber unter Wissenschaftshistorikern umstrittenen Überlieferung beginnt die Geschichte der Mathematik als Wissenschaft mit Pythagoras von Samos. Ihm wird – allerdings wohl zu Unrecht – der Grundsatz „alles ist Zahl“ zugeschrieben. Er begründete die Schule der Pythagoreer, aus der später Mathematiker wie Hippasos von Metapont und Archytas von Tarent hervorgingen. Im Unterschied zu den Babyloniern und Ägyptern hatten die Griechen ein philosophisches Interesse an der Mathematik. Zu den Erkenntnissen der Pythagoreer zählt die Irrationalität geometrischer Streckenverhältnisse, die von Hippasos entdeckt worden sein soll. Die früher verbreitete Ansicht, dass die Entdeckung der Irrationalität bei den Pythagoreern eine philosophische „Grundlagenkrise“ auslöste, da sie ihre früheren Überzeugungen erschütterte, wird jedoch von der heutigen Forschung verworfen. Die antike Legende, wonach Hippasos Geheimnisverrat beging, indem er seine Entdeckung veröffentlichte, soll aus einem Missverständnis entstanden sein.
In der Platonischen Akademie in Athen stand die Mathematik hoch im Kurs. Platon schätzte sie sehr, da sie dazu diente, wahres Wissen erlangen zu können. Die griechische Mathematik entwickelte sich danach zu einer beweisenden Wissenschaft. Aristoteles formulierte die Grundlagen der Aussagenlogik. Eudoxos von Knidos schuf mit der Exhaustionsmethode zum ersten Mal eine rudimentäre Form der Infinitesimalrechnung. Wegen des Fehlens von reellen Zahlen und Grenzwerten war diese Methode allerdings recht unhandlich. Archimedes erweiterte diese und berechnete damit unter anderem eine Näherung für die Kreiszahl π.

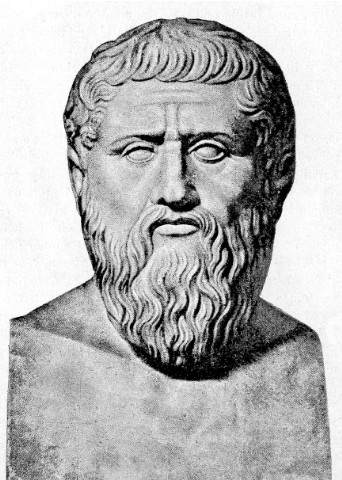
Platon
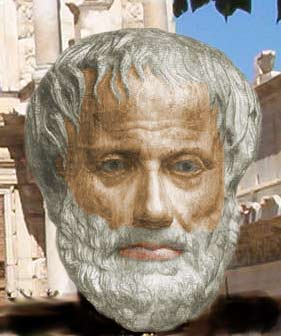
Aristoteles
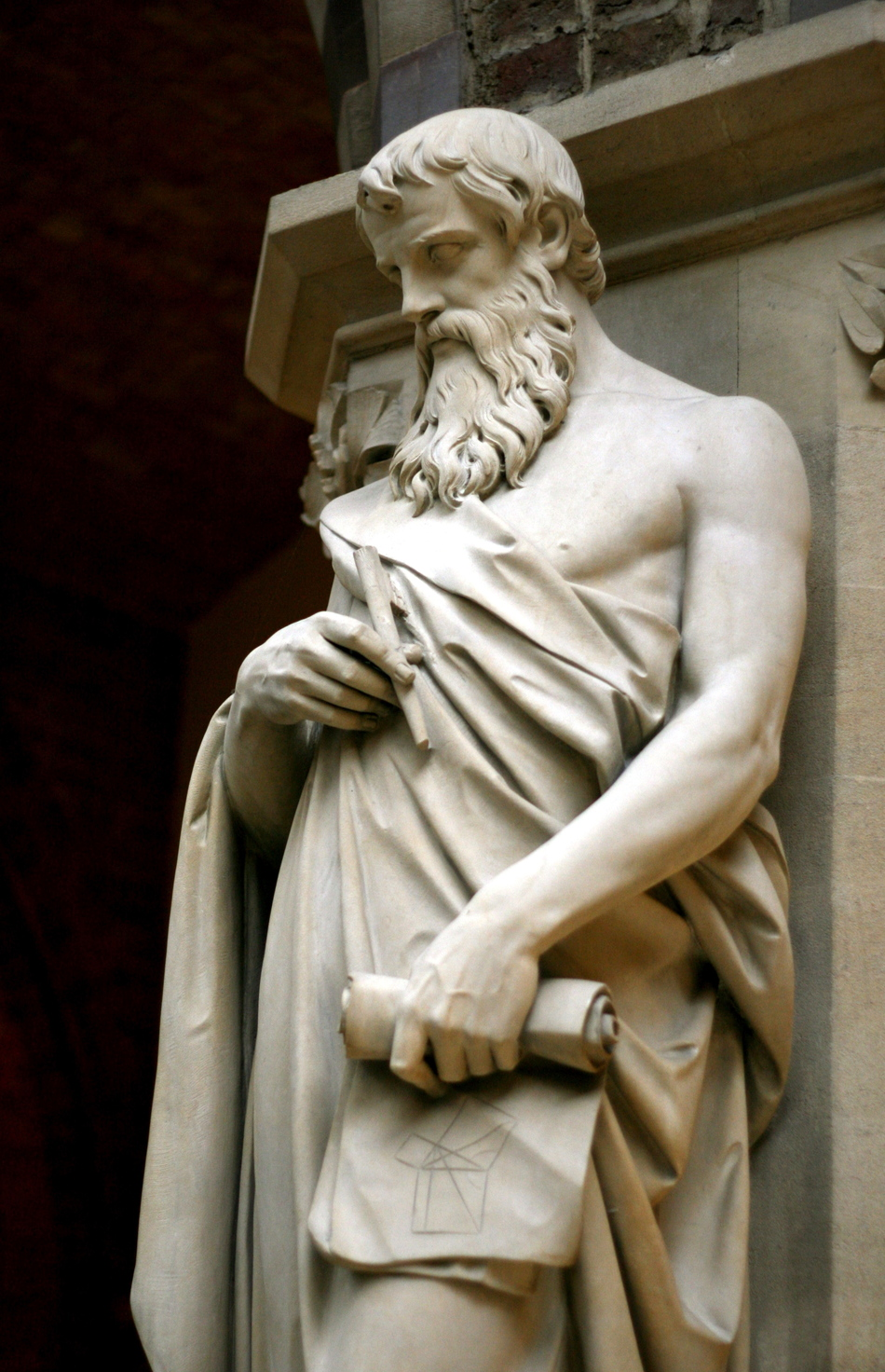
Euklid von Alexandria
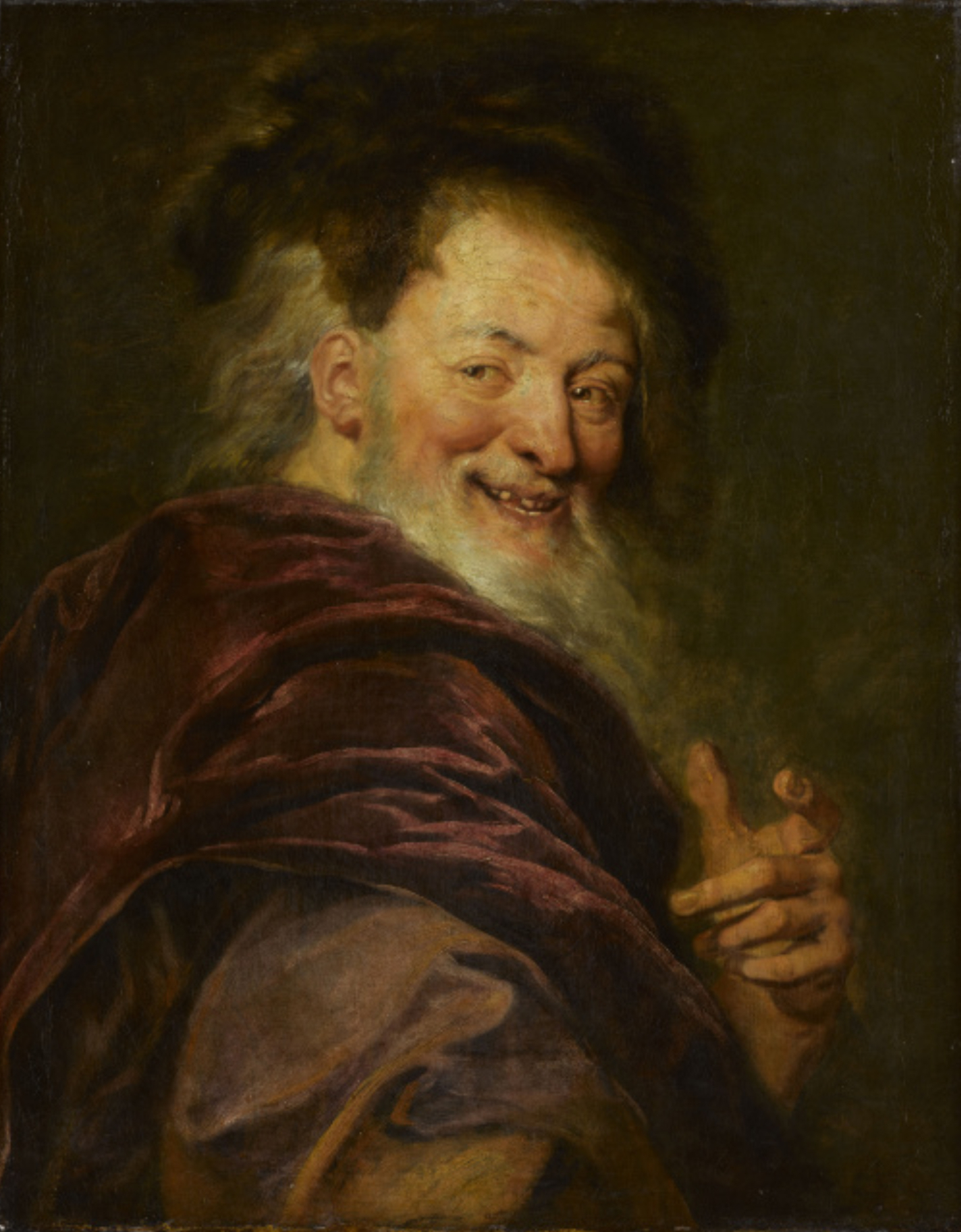
Demokrit

Euklid fasste in seinem Lehrbuch Elemente einen Großteil der damals bekannten Mathematik (Geometrie und Zahlentheorie) zusammen. Unter anderem wird darin bewiesen, dass es unendlich viele Primzahlen gibt. Dieses Werk gilt als Musterbeispiel für mathematisches Beweisen: aus wenigen Vorgaben werden alle Ergebnisse in einer Strenge hergeleitet, die es zuvor nicht gegeben haben soll. Euklids „Elemente“ wird auch noch heute nach über 2000 Jahren als Lehrbuch verwendet.
Im Gegensatz zu den Griechen befassten sich die antiken Römer kaum mit höherer Mathematik, sie waren mehr an praktischen Anwendungen etwa im Vermessungs- und Ingenieurswesen interessiert. Die römischen Landvermesser hießen Gromatici oder Agrimensoren; ihre Schriften wurden im 6. Jahrhundert zu einem Sammelwerk (Corpus Agrimensorum) zusammengefasst. Wichtige Agrimensoren waren Sextus Iulius Frontinus, Hyginus Gromaticus und Marcus Iunius Nipsus. Bis zur Spätantike blieb die Mathematik weitgehend eine Domäne der griechischsprachigen Bewohner des Reichs, der Schwerpunkt mathematischer Forschung lag in römischer Zeit auf Sizilien und in Nordafrika, dort vor allem in Alexandria. Pappos lieferte neue Beiträge zur Geometrie (auch mit ersten Resultaten zur Projektiven Geometrie), Apollonios zu Kegelschnitten und Diophant lieferte Beiträge zu einer geometrisch verkleideten Algebra und zur Zahlentheorie (Lösung ganzzahliger Gleichung, nach ihm später Diophantische Probleme genannt). Die letzte, namentlich bekannte Mathematikerin in Alexandria war Hypatia, die 415 von einem christlichen Mob getötet wurde.

## Chinesische und indische Mathematik

### China
Das erste noch erhaltene Lehrbuch chinesischer Mathematik ist das Zhoubi suanjing. Es wurde während der Han-Dynastie, zwischen 206 v. Chr. bis 220 n. Chr., von Liu Hui ergänzt, da infolge der Bücher- und Urkundenverbrennungen während der Qin-Dynastie die meisten mathematischen Aufzeichnungen zerstört waren und aus dem Gedächtnis heraus wieder aufgeschrieben wurden. Die mathematischen Erkenntnisse werden bis in das 18. Jahrhundert v. Chr. datiert. Es folgten später bis 1270 n. Chr. weitere Ergänzungen. Es enthält außerdem einen Dialog über den Kalender zwischen Zhou Gong Dan, dem Herzog von Zhou, und dem Minister Shang Gao. Fast genauso alt ist Jiu Zhang Suanshu („Neun Kapitel über mathematische Kunst“), welches 246 Aufgaben über verschiedene Bereiche enthält; unter anderem ist darin auch der Satz des Pythagoras zu finden, jedoch ohne jegliche Beweisführung. Die Chinesen verwandten ein dezimales Stellenwertsystem aus waagerechten und senkrechten Strichen (Suan Zi, „Rechnen mit Pfählen“ genannt) geschrieben; um 300 n. Chr. errechnete Liu Hui über ein 3072-Eck die Zahl 3,14159 als Näherung für π.
Den Höhepunkt erreichte die chinesische Mathematik im 13. Jahrhundert. Der bedeutendste Mathematiker dieser Zeit war Zhu Shijie mit seinem Lehrbuch Siyuan Yujian („kostbarer Spiegel der vier Elemente“), das algebraische Gleichungssysteme und algebraische Gleichungen vierzehnten Grades behandelte und diese durch eine Art Hornerverfahren löste. Nach dieser Periode kam es zu einem jähen Abbruch der Mathematik in China. Um 1600 griffen Japaner die Kenntnisse in der Wasan (Japanische Mathematik) auf. Ihr bedeutendster Mathematiker war Seki Takakazu (um 1700). Mathematik wurde als geheime Tempelwissenschaft betrieben.

### Indien

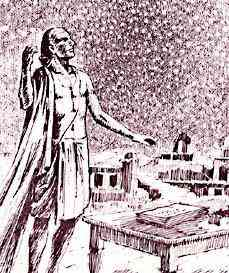
Aryabhata

Datierungen sind, einem Bonmot des Indologen W. D. Whitney zufolge, in der gesamten indischen Geschichte außerordentlich problematisch.
Die ältesten Andeutungen über geometrische Regeln zum Opferaltarbau finden sich bereits im Rig Veda. Doch erst mehrere Jahrhunderte später entstanden (d. h. wurden kanonisiert) die Sulbasutras („Seilregeln“, geometrische Methoden zur Konstruktion von Opferaltären) und weitere Lehrtexte wie beispielsweise die Silpa Sastras (Regeln zum Tempelbau) usw. Möglicherweise halbwegs verlässlich datiert auf etwa um 500 n. Chr. das Aryabhatiya und verschiedene weitere „Siddhantas“ („Systeme“, hauptsächlich astronomische Aufgaben). Die Inder entwickelten das uns vertraute dezimale Positionssystem, das heißt die Polynomschreibweise zur Basis 10 sowie dazugehörende Rechenregeln. Schriftliches Multiplizieren in babylonischer, ägyptischer oder römischer Zahlnotation war außerordentlich kompliziert und arbeitete mittels Substitution; d. h. mit vielen auf die Notation bezogenen Zerlegungs- und Zusammenfassungsregeln, während sich in indischen Texten viele „elegante“ und einfache Verfahren beispielsweise auch schon zum schriftlichen Wurzelziehen finden.
Unsere Zahlzeichen (indische Ziffern) für die Dezimalziffern leiten sich direkt aus der indischen Devanagari ab. Die früheste Verwendung der Ziffer 0 wird auf etwa 400 n. Chr. datiert; Aryabhata um 500 und Bhaskara um 600 verwendeten sie jedenfalls bereits ohne Scheu, sein Zeitgenosse Brahmagupta rechnete sogar mit ihr als Zahl und kannte negative Zahlen. Die Benennung der Zahlzeichen in verschiedenen Kulturen ist uneinheitlich: Die Araber nennen diese (adoptierten Devanagari-) Ziffern „indische Zahlen“, die Europäer auf Grundlage der mittelalterlichen Rezeptionsgeschichte „arabische Zahlen“ und die Japaner aus analogem Grund Romaji, das heißt lateinische oder römische Zeichen (zusammen mit dem lateinischen Alphabet). Unter „römischen Zahlen“ verstehen Europäer wiederum etwas anderes.
Mit der Ausbreitung des Islams nach Osten übernahm um etwa 1000 bis spätestens 1200 die muslimische Welt viele der indischen Erkenntnisse, islamische Wissenschaftler übersetzten indische Werke ins Arabische, die über diesen Weg auch nach Europa gelangten. Ein Buch des persischen Mathematikers Muhammad ibn Musa Chwarizmi wurde im 12. Jahrhundert in Spanien ins Latein übersetzt. Die indischen Ziffern (figurae Indorum) wurden zuerst von italienischen Kaufleuten verwendet. Um 1500 waren sie auf dem Gebiet des heutigen Deutschland bekannt.
Ein anderer bedeutender Mathematiker war der Astronom Bhaskara II (1114–1185).

## Mathematik in der Blütezeit des Islam
In der islamischen Welt bildete für die Mathematik die Hauptstadt Bagdad das Zentrum der Wissenschaft. Die muslimischen Mathematiker übernahmen die indische Positionsarithmetik und den Sinus und entwickelten die griechische und indische Trigonometrie weiter, ergänzten die griechische Geometrie und übersetzten und kommentierten die mathematischen Werke der Griechen. Die bedeutendste mathematische Leistung der Muslime ist die Begründung der heutigen Algebra. Diese Kenntnisse gelangten über Spanien, die Kreuzzüge und den italienischen Seehandel nach Europa. In der Übersetzerschule von Toledo etwa wurden viele der arabischen Schriften ins Lateinische übertragen.
Folgende Phasen können unterschieden werden:
- Frühzeit: Al-Chwarizmi (um 820 n. Chr.), Name steckt im Wort „Algorithmus“ (Rechnen nach Art des Algorismi), schrieb De numero indorum, in dem das indische Positionssystem beschrieben ist, und Al-dschabr wa'l muqabalah (Aufgabensammlung für Kaufleute und Beamte, steckt im Wort „Algebra“); andere Mathematiker: Thabit ibn Qurra, al-Battani (Albategnius), al-Dschawhari, Abu l-Wafa.
- Hochblüte: um 1000 n. Chr.; al-Karadschi erweiterte die Algebra; der persische Mediziner, Philosoph und Mathematiker Avicenna (Ibn Sina) betonte die Bedeutung der Mathematik; al-Bīrūnī; Ibn al-Haitham (Alhazen).
- Spätzeit: Der persische Dichter und Mathematiker Omar Chayyām (um 1100) verfasste ein Lehrbuch für Algebra; weitere wichtige Mathematiker dieser Zeit waren Nasir al-Din al-Tusi (um 1250) und al-Kaschi (um 1400).

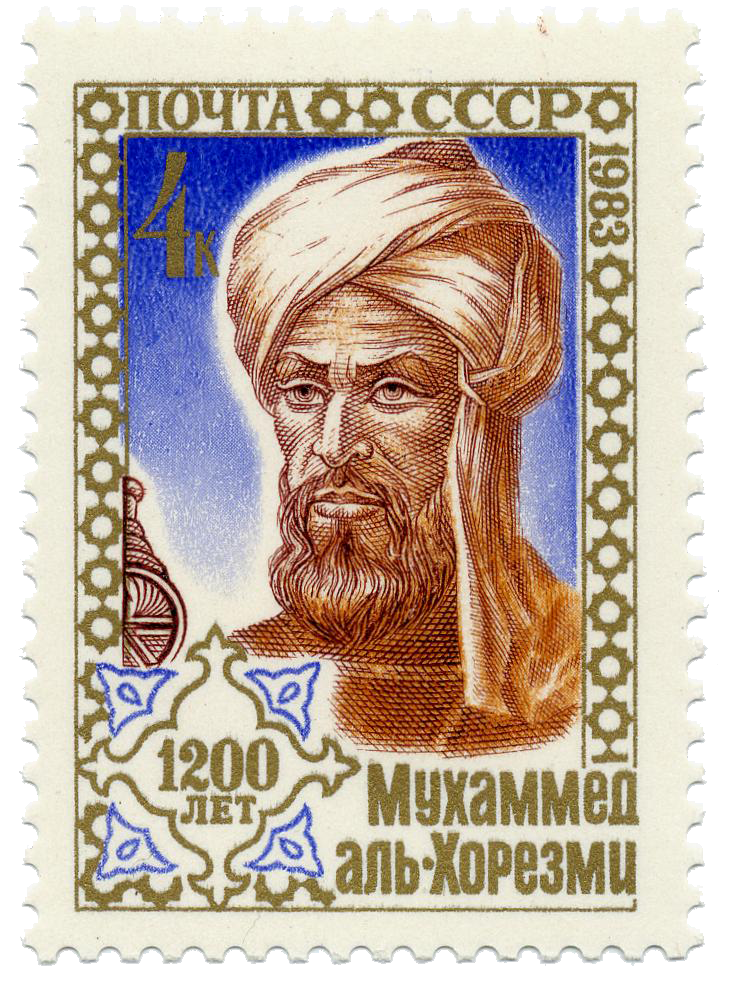
Al-Chwarizmi
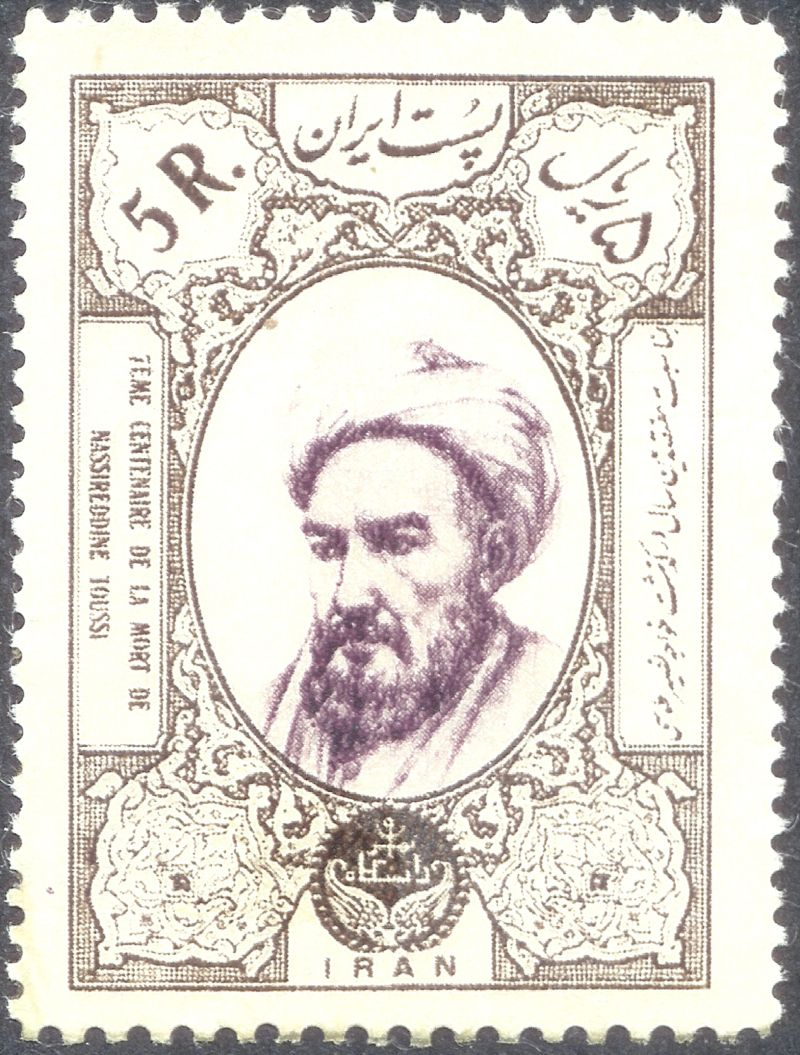
Al-Tusi
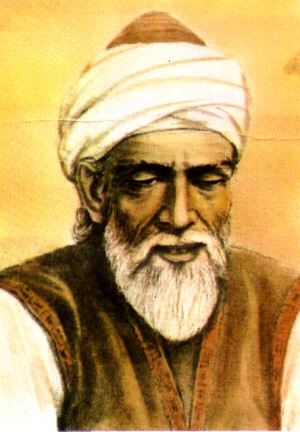
Abu l-Wafa
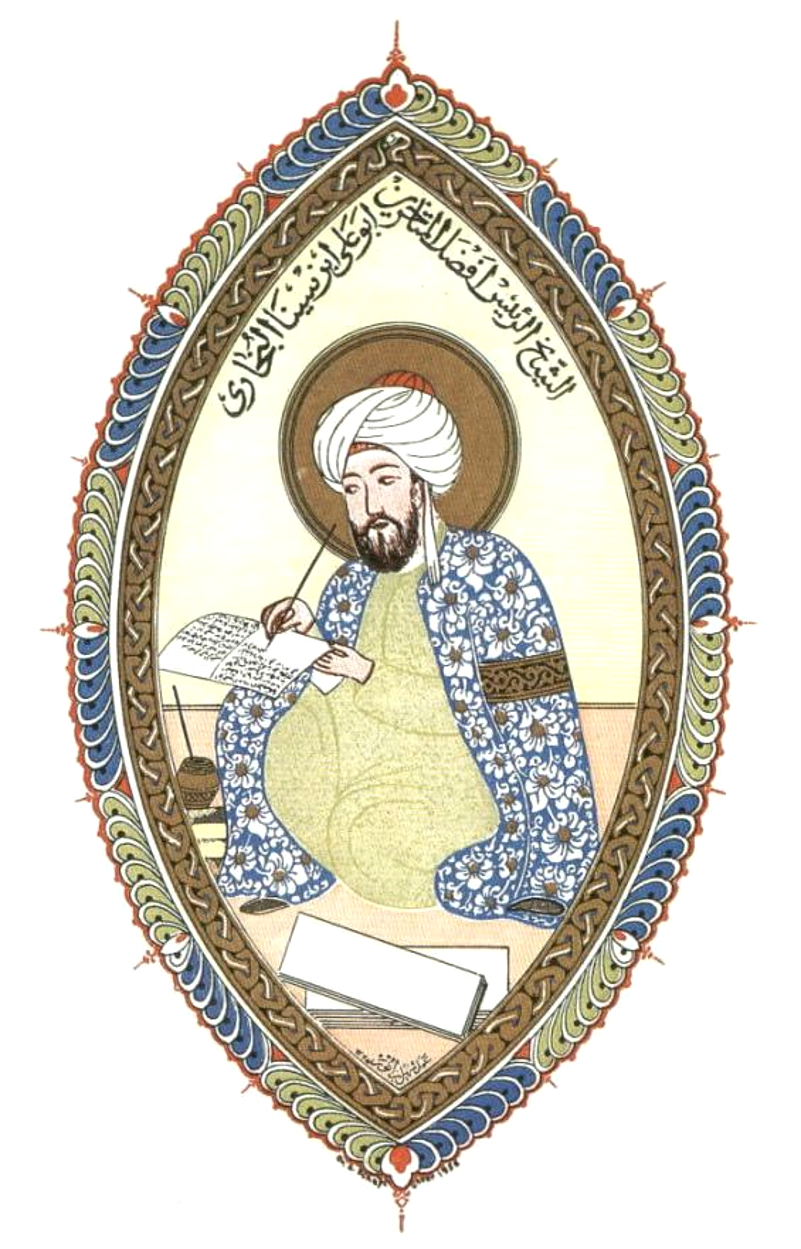
Ibn Sina

## Mathematik der Maya
Unser Wissen über die Mathematik und Astronomie (Kalenderrechnung) der Maya stammt überwiegend aus dem Dresdner Kodex. Die Maya-Zahlschrift beruht auf der Basis 20. Als Grund dafür wird vermutet, dass die Vorfahren der Maya mit Fingern und Zehen zählten. Die Maya kannten die Zahl 0, aber verwendeten keine Brüche. Für die Darstellung von Zahlen verwendeten sie Punkte, Striche und Kreise, die für die Ziffern 1, 5 und 0 standen. Die Mathematik der Maya war hochentwickelt, vergleichbar mit den Hochkulturen im Orient. Sie verwendeten sie zur Kalenderberechnung und für die Astronomie. Der Maya-Kalender war der genaueste seiner Zeit.

## Mathematik in Europa

### Mathematik im Mittelalter
Das Mittelalter als Epoche der europäischen Geschichte begann etwa mit dem Ende des römischen Reiches und dauerte bis zur Renaissance. Die Geschichte dieser Zeit war bestimmt durch die Völkerwanderung und den Aufstieg des Christentums in Westeuropa. Der Niedergang des römischen Reiches führte zu einem Vakuum, das in Westeuropa erst durch den Aufstieg des Frankenreiches kompensiert wurde. Im Zuge der Gestaltung einer neuen politischen Ordnung durch die Franken kam es zu der sogenannten karolingischen Renaissance. Das Wissen des Altertums wurde zunächst in Klöstern bewahrt. Klosterschulen wurden im späteren Mittelalter von Universitäten als Zentren der Gelehrsamkeit abgelöst. Eine wichtige Bereicherung der westeuropäischen Wissenschaft erfolgte, indem die arabische Überlieferung und Weiterentwicklung griechischer Mathematik, Medizin und Philosophie sowie die arabische Adaption indischer Mathematik und Ziffernschreibung auf dem Weg von Übersetzungen ins Lateinische im Westen bekannt wurden. Die Kontakte zu arabischen Gelehrten und deren Schriften ergaben sich einerseits als Folge der Kreuzzüge in den Vorderen Orient und andererseits durch die Kontakte mit den Arabern in Spanien und Sizilien, hinzu kamen Handelskontakte besonders der Italiener im Mittelmeerraum, denen zum Beispiel auch Leonardo da Pisa („Fibonacci“) einige seiner mathematischen Kenntnisse verdankte.

#### Aufstieg der Klosterschulen

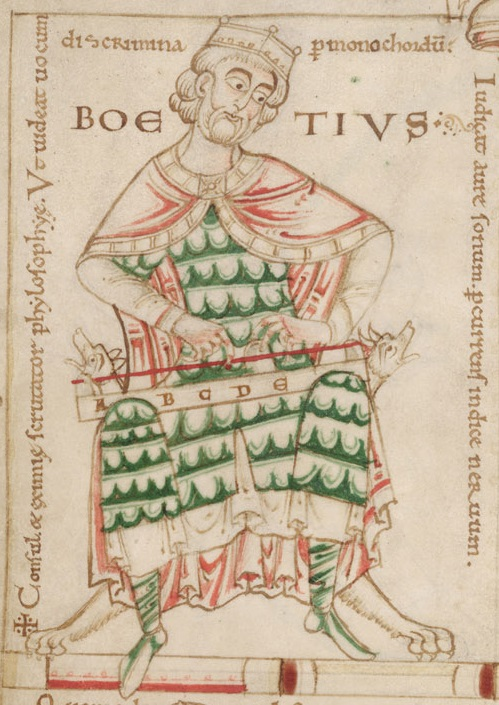
Boëthius (mittelalterliche Illustration)

An der Grenze zwischen dem römischen Reich und dem beginnenden Neuen steht Boëthius (ca. 480–524). Seine Einführung in die Arithmetik bildete die Grundlage für den Unterricht dieses Faches bis zum Ausgang des Mittelalters; ebenfalls einflussreich, wenn auch in geringerem Maße, war seine Einführung in die Geometrie. Im Jahre 781 berief Karl der Große den Gelehrten Alkuin von York (735–804) zum Leiter seiner Hofschule, der das Bildungswesen des Frankenreiches aufbauen sollte. Man nannte ihn auch den „Lehrer der Westfranken“. Im östlichen Frankenreich begründete ein Schüler Alkuins das Schulwesen, der aus Mainz stammende Rabanus Maurus. Mathematische Lehrinhalte wurden gemäß der Einteilung der sieben freien Künste in den vier Fächern des Quadriviums gelehrt:
- Arithmetik: Die Eigenschaften und Arten der Zahlen (z. B. gerade, ungerade, Primzahlen, Flächen- und Körperzahlen) sowie Proportionen und Zahlenverhältnisse, jeweils nach Boëthius, außerdem Grundkenntnisse über griechische und lateinische Zahlschrift, Grundrechenarten, Fingerrechnen und im 11.–12. Jahrhundert Abakusrechnen, seit dem 13. Jahrhundert auch schriftliches Rechnen mit arabischen Ziffern
- Geometrie: Elemente euklidischer Geometrie, Mess- und Vermessungswesen, Geographie und z. T. auch Geschichte
- Astronomie: Grundkenntnisse der Ptolemäischen Astronomie und z. T. auch Astrologie, seit dem 10. Jahrhundert Benutzung des Astrolabs, außerdem Komputistik zur Berechnung des Ostertermins und der beweglichen Feste des Kirchenjahres
- Musik: Harmonielehre nach den Zahlenverhältnissen der antiken Kirchentonarten

Bekannt sind folgende in Klöstern entstandenen Rechenbücher: Aufgaben zur Schärfung des Geistes Jugendlicher (um 800) (früher Alkuin von York zugeschrieben), die Aufgaben aus den Annales Stadenses (Kloster Stade) (um 1180) und die Practica des Algorismus Ratisbonensis (Kloster Emmeram Regensburg) (um 1450).

#### Berechnung des Ostertermins
Die Berechnung des Termins für das Osterfest, des wichtigsten Festes des Christentums, spielte im Mittelalter eine große Rolle für die Weiterentwicklung der Mathematik. Karl der Große verfügte, dass sich in jedem Kloster ein Mönch mit der Komputistik zu befassen hatte. Dadurch sollte das Wissen um die Berechnung des Osterdatums sichergestellt werden. Die genaue Berechnung des Termines und die Entwicklung des modernen Kalenders wurde durch diese Mönche weiterentwickelt, die Grundlagen übernahm das Mittelalter von Dionysius Exiguus (ca. 470 bis ca. 540) und Beda dem Ehrwürdigen (ca. 673–735). Im Jahre 1171 publizierte Reinher von Paderborn eine verbesserte Methode zur Berechnung des Osterdatums.

#### Universitäten
Die frühmittelalterlichen Klosterschulen wurden erst im weiteren Verlauf des Mittelalters ergänzt durch die Kathedralschulen, die Schulen der
Bettelorden und die Universitäten. Sie waren deshalb zunächst die einzigen Träger des antiken Kulturerbes, indem sie für die Abschrift und Verbreitung der antiken Werke sorgten. Die Abschrift, Kommentierung und kompilierende Aufbereitung des Lehrguts blieb lange Zeit die einzige Form der Auseinandersetzung mit den Themen der Mathematik. Erst im Hochmittelalter entwickelte sich die in Ansätzen kritischere Methode der Scholastik, mit der Lehrmeinungen in ihrem pro und contra auf Widersprüche überprüft und diese nach Möglichkeit in Übereinstimmung mit den als grundlegend erachteten Standpunkten der kirchlichen und antiken Autoritäten aufgelöst wurden.
Diese Methode wurde ab dem 12. Jahrhundert auf die Darstellungen der antiken Wissenschaft angewendet, insbesondere die des Aristoteles. Im 12. Jahrhundert wurden die Universitäten in Paris und Oxford zum europäischen Zentrum der wissenschaftlichen Aktivitäten. Robert Grosseteste (1168–1253) und sein Schüler Roger Bacon (1214–1292) entwarfen ein neues Wissenschaftsparadigma. Nicht die Berufung auf kirchliche oder antike Autoritäten, sondern das Experiment sollte die Bewertung der Korrektheit maßgeblich bestimmen. Papst Clemens IV. forderte Roger Bacon im Jahre 1266 auf, ihm seine Ansichten und Vorschläge zur Behebung der Missstände in der Wissenschaft mitzuteilen. Bacon verfasste als Antwort mehrere Bücher, darunter sein Opus Maius. Bacon wies auf die Bedeutung der Mathematik als Schlüssel zur Wissenschaft hin; er befasste sich insbesondere mit der Geometrie angewendet auf die Optik. Unglücklicherweise starb der Papst, bevor ihn das Buch erreichte. Ein weiterer wichtiger Beitrag Bacons betrifft die Kalenderreform, die er einforderte, die allerdings dann erst im Jahre 1582 als Gregorianische Kalenderreform durchgeführt wurde.

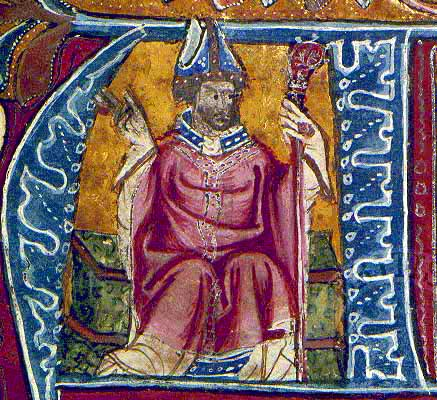
Robert Grosseteste
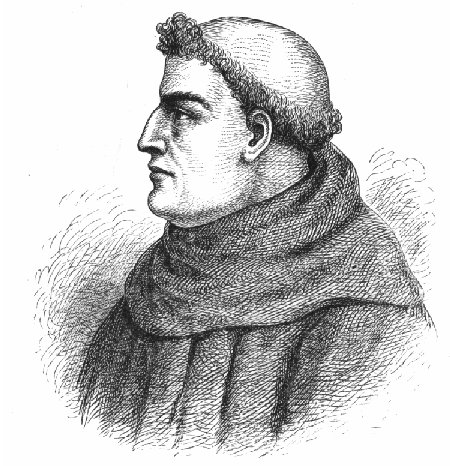
Roger Bacon
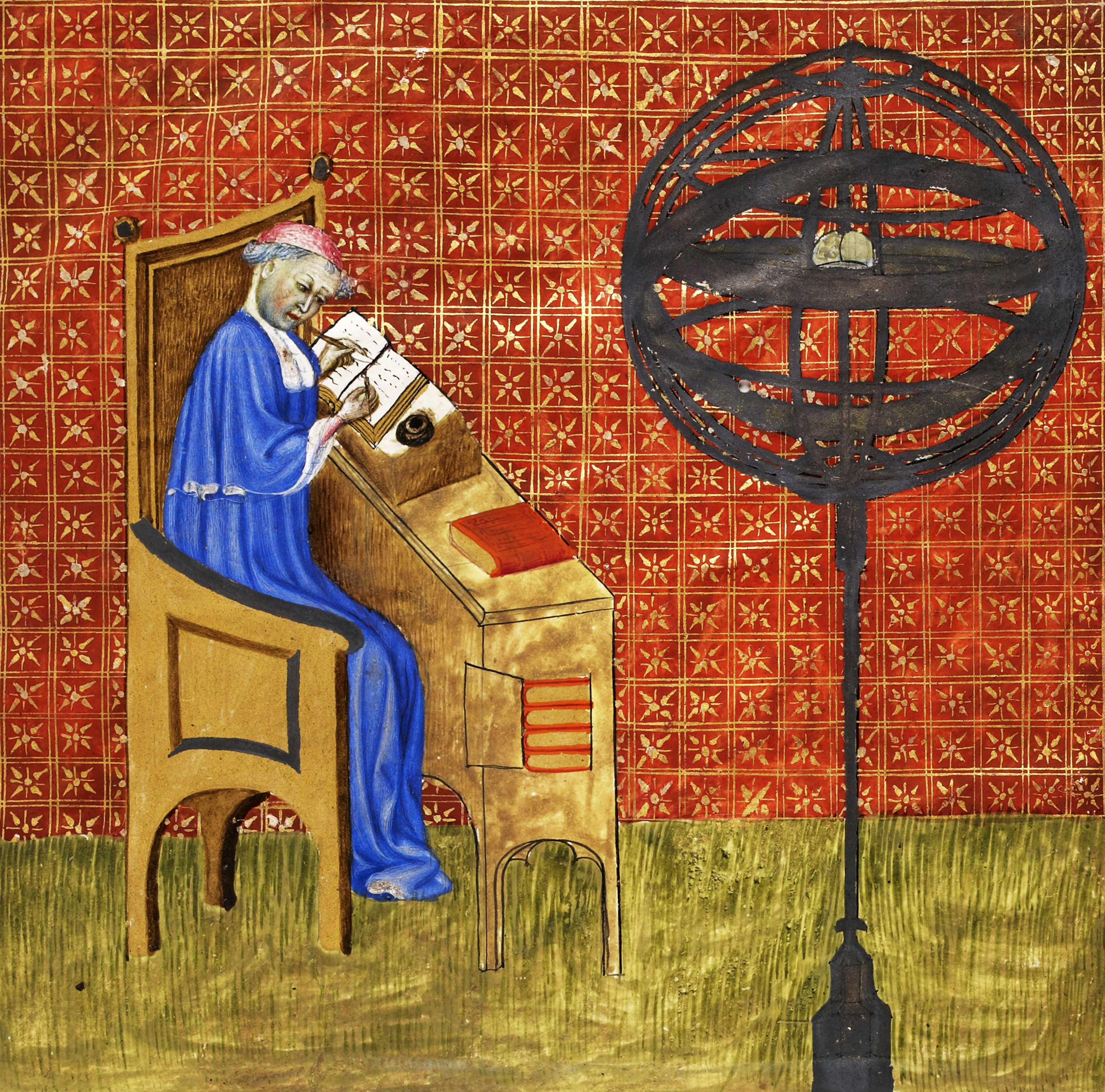
Nikolaus von Oresme
Wilhelm von Ockham

Eine wichtige methodische Entwicklung in der Wissenschaft war die Quantifizierung von Qualitäten als Schlüssel für die quantitative Beschreibung von Vorgängen. Nikolaus von Oresme (1323–1382) war einer der ersten, die sich weitergehend auch mit der Veränderung der Intensitäten beschäftigten. Oresme untersuchte verschiedene Formen der Bewegung. Er entwickelte eine Art funktionale Beschreibung, indem er Geschwindigkeit gegen Zeit auftrug. Er klassifizierte die unterschiedlichen Formen der Bewegungen und suchte nach funktionalen Zusammenhängen.

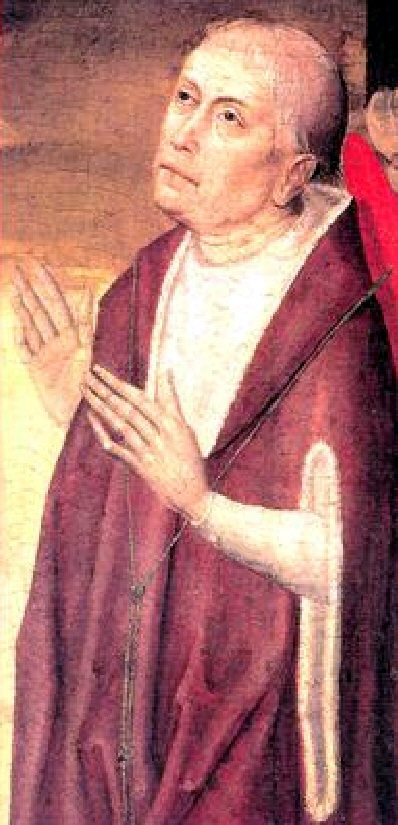
Nikolaus von Kues (Nikolaus Cusanus)

Oresme, aber auch Thomas Bradwardine (1295–1349), Wilhelm von Ockham (1288–1348), Johannes Buridan (ca. 1300 bis ca. 1361) und andere Gelehrte des Merton College untersuchten die funktionale Beschreibung der Zusammenhänge von Geschwindigkeit, Kraft, Ort, kurzum: sie beschäftigten sich mit Kinetik. Es wurden auch methodisch wichtige Fortschritte erzielt. Grosseteste formulierte das Prinzip der Uniformität der Natur, demzufolge Körper gleicher Beschaffenheit sich unter gleichen Bedingungen auf gleiche Weise verhalten. Hier wird deutlich, dass schon damals den Gelehrten bewusst war, dass die Umstände, unter denen bestimmtes Verhalten betrachtet wird, zu kontrollieren sind, wenn Vergleiche angestellt werden sollen. Weiterhin formulierte Grosseteste das Prinzip der Ökonomie der Beschreibung, nach dem unter gleichen Umständen diejenige Argumentation vorzuziehen ist, die zum vollständigen Beweis weniger Fragen zu beantworten oder weniger Annahmen erfordert. William Ockham war einer der größten Logiker der damaligen Zeit, berühmt ist Ockhams Rasiermesser, ein Grundsatz, der besagt, dass eine Theorie immer so wenig Annahmen und Begrifflichkeiten wie möglich enthalten soll.
Die Gelehrten der damaligen Zeit waren oft auch Theologen. Die Beschäftigung mit geistlichen Fragen wie z. B. der Allmacht Gottes führte sie zu Fragen in Bezug auf das Unendliche. In diesem Zusammenhang ist Nikolaus von Kues (Nikolaus Cusanus) (1401–1464) zu nennen, der als einer der ersten, noch vor Galilei oder Giordano Bruno, die Unendlichkeit der Welt beschrieb. Sein Prinzip der coincidentia oppositorum zeugt von einer tiefgehenden philosophischen Beschäftigung mit dem Thema Unendlichkeit.

#### Praktische Mathematik
Gegen Ende des Mittelalters entstanden die Kathedralen Europas, deren Bau ganz neue Anforderungen an die Beherrschung der Statik stellte und zu technologischen Höchstleistungen auf diesem Gebiet herausforderte. In diesem Zusammenhang wurden auch immer wieder geometrische Probleme behandelt. Ein wichtiges Lehrbuch, das die Architektur behandelt, ist das Bauhüttenbuch von Villard de Honnecourt.
Im Bereich der Vermessungsgeometrie wurden während des gesamten Mittelalters stetige Fortschritte erzielt, besonders zu nennen sind hier im 11. Jahrhundert die Geometrie der Geodäten zurückgehend auf ein Buch des Boëthius, im 12. Jahrhundert die eher konventionelle Geometria practica von Hugo von St. Victor (1096–1141). Im 13. Jahrhundert wurde von Levi ben Gershon (1288–1344) ein neues Vermessungsgerät beschrieben, der sogenannte Jakobsstab.

#### Beginn der Geldwirtschaft

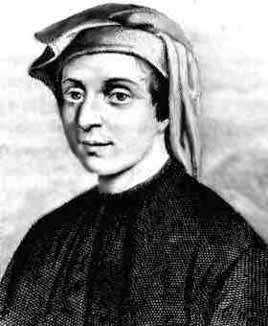
Leonardo da Pisa (Fibonacci), Fantasieporträt

Mit dem Beginn einer Wirtschaft, die nicht auf Warentausch, sondern auf Geld basiert, entstanden neue Anwendungsgebiete der Mathematik.
Dies gilt insbesondere für Italien, das zur damaligen Zeit ein Umschlagplatz für Waren von und nach Europa war, und dessen damals führende Rolle im Finanz- und Bankwesen sich noch heute in der Verwendung von Wörtern wie „Konto“, „brutto“ und „netto“ auswirkt. In diesem Zusammenhang ist besonders Leonardo da Pisa, genannt Fibonacci, und sein Liber abbaci zu nennen, der nichts mit dem Abacus als Rechenbrett zu tun hat, sondern gemäß einem zu dieser Zeit in Italien aufkommenden Sprachgebrauch das Wort abacus oder „abbacco“ als Synonym für Mathematik und Rechnen verwendet. In der Mathematik Fibonaccis vollzog sich eine für das Mittelalter singuläre Synthese aus kaufmännischem Rechnen, traditioneller griechisch-lateinischer Mathematik und neuen Methoden der arabischen und (arabisch vermittelten) indischen Mathematik. Mathematisch weniger anspruchsvoll, dafür mehr an den praktischen Erfordernissen von Bank- und Kaufleuten ausgerichtet, waren die zahlreichen Rechenbücher, die als Lehrbücher zur praktischen und merkantilen Arithmetik seit dem 14. Jahrhundert in italienischer Sprache verfasst wurden.

### Mathematik der frühen Neuzeit
Arabische Mathematik kam über Spanien, wo im Zuge der Reconquista die Mauren aus Europa vertrieben wurden, und über Handelsbeziehungen nach Europa und ihre Mathematik beeinflusste in der Folge die europäische grundlegend. Begriffe wie Algebra, Algorithmus sowie die arabischen Ziffern gehen darauf zurück. In der Renaissance wurden die antiken Klassiker und andere Werke durch weite Verbreitung über den Buchdruck allgemein zugänglich. Die Kunst der Renaissance führte zur Entwicklung der Perspektive (u. a. Albrecht Dürer, Filippo Brunelleschi, Leon Battista Alberti, Piero della Francesca) und Darstellenden Geometrie und die damit zusammenhängende projektive Geometrie (Gérard Desargues) hatte ebenfalls im Architekturwesen ihren Ursprung. Die Entdeckungsreisen führten zu Entwicklungen in Kartographie und Navigation (das lange akute Längengradproblem) und die Landvermessung (Geodäsie) war für die Entwicklung der Territorialstaaten von Bedeutung. Praktische Erfordernisse von Ingenieuren (nicht zuletzt militärischer Art) wie Simon Stevin (Dezimalbrüche) und Astronomen führten zu Verbesserungen der Rechentechnik, insbesondere durch Erfindung der Logarithmen (John Napier, Jost Bürgi).
In Deutschland erklärte Adam Ries(e) – bekannt aus einem verbreiteten Sprichwort – seinen Landsleuten in der Landessprache das Rechnen, und die Verwendung der indischen Ziffern statt der unpraktischen römischen wurde populär. Im Jahr 1544 wurde in Nürnberg Arithmetica integra, eine Zusammenfassung der damals bekannten Arithmetik und Algebra von Michael Stifel, gedruckt. In Frankreich entdeckte René Descartes, dass man Geometrie, die bis dahin nach Euklid gelehrt wurde, auch algebraisch beschreiben kann und umgekehrt algebraische Gleichungen geometrisch deuten kann (Analytische Geometrie) nach Einführung eines Koordinatensystems. Ein Briefwechsel zwischen Blaise Pascal und Pierre de Fermat im Jahr 1654 über Probleme von Glücksspielen gilt als Geburt der klassischen Wahrscheinlichkeitsrechnung.

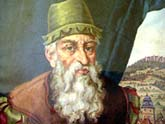
Adam Ries(e)
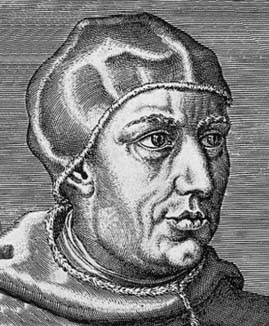
Michael Stifel
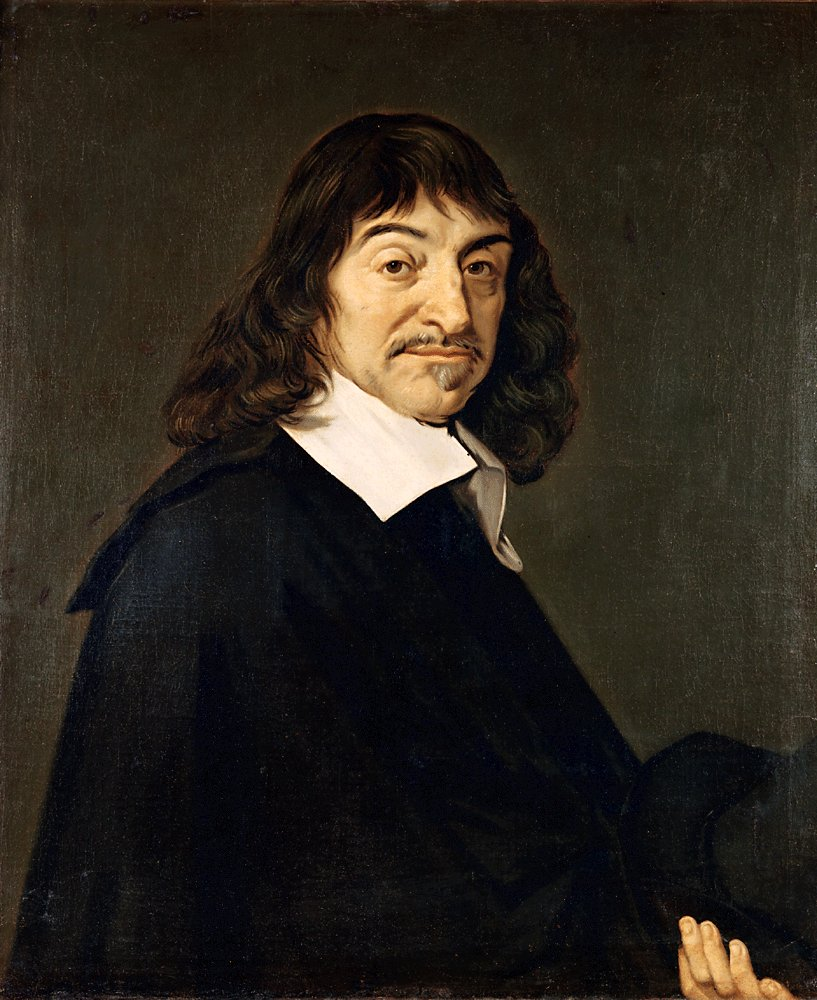
René Descartes
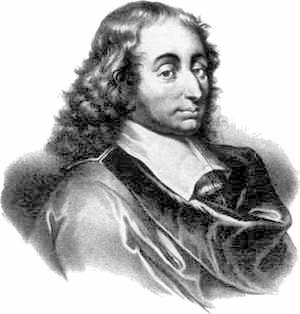
Blaise Pascal
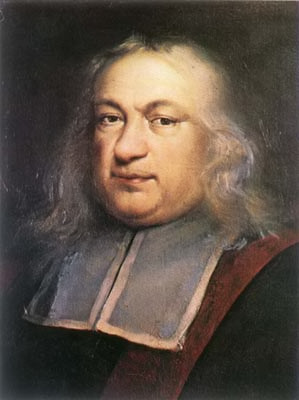
Pierre de Fermat

Blaise Pascal war auch einer der Begründer der Kombinatorik (Binomialkoeffizienten, Pascalsches Dreieck) und baute eine der ersten Rechenmaschinen. François Viète verwendete systematisch Variablen (Unbekannte) in Gleichungen. Damit wurde die Algebra weiter formalisiert. Pierre de Fermat, der hauptberuflich Richter war, lieferte wichtige Resultate zur Variationsrechnung und in der Zahlentheorie (Lösung von algebraischen Gleichungen in den ganzen Zahlen, sogenannte Diophantische Probleme), insbesondere den „kleinen Fermatschen Satz“ und formulierte den „großen Fermatschen Satz“. Er behauptete, dass die Gleichung {\displaystyle x^{n}+y^{n}=z^{n}} keine positiven ganzzahligen Lösungen hat, falls {\displaystyle n\geq 3}. Am Rand seiner Ausgabe der Arithmetica von Diophant von Alexandrien schrieb er dazu den Satz: „Ich habe einen wunderbaren Beweis gefunden, doch leider ist dafür der Rand zu schmal“. Jahrhundertelang suchten Mathematiker vergeblich nach diesem angeblichen Beweis. Der Beweis des Satzes gelang erst Jahrhunderte später (1995) mit Fermat nicht zugänglichen Methoden (siehe unten). In Italien fanden Cardano und Tartaglia die algebraische Formel für die Lösungen der kubischen Gleichung, Ferrari der Gleichung 4. Grades. Die Suche nach weiteren Lösungsformeln höherer Gleichungen fand erst durch die Galoistheorie im 19. Jahrhundert ein Ende.

### Entwicklung der Infinitesimalrechnung

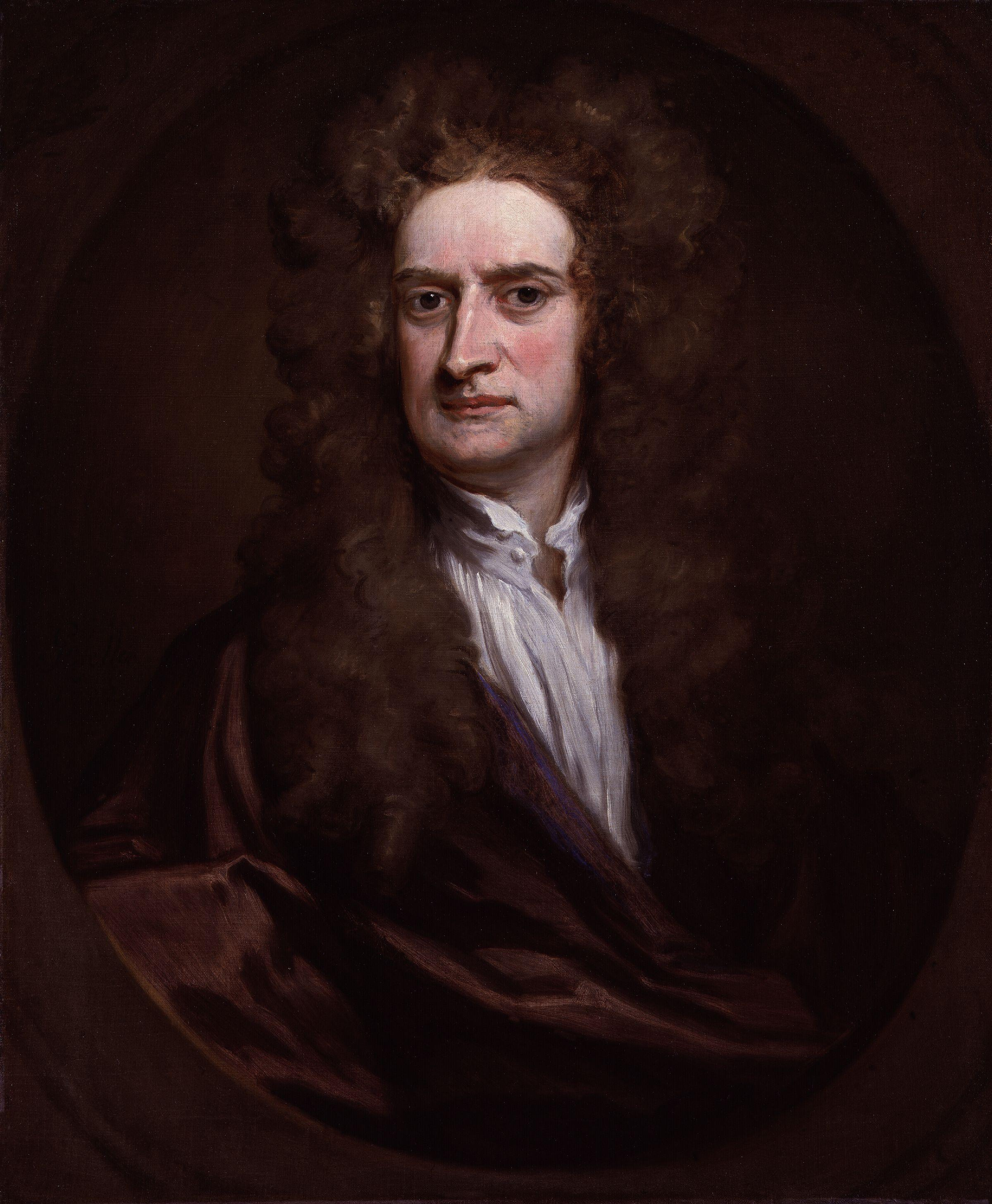
Isaac Newton

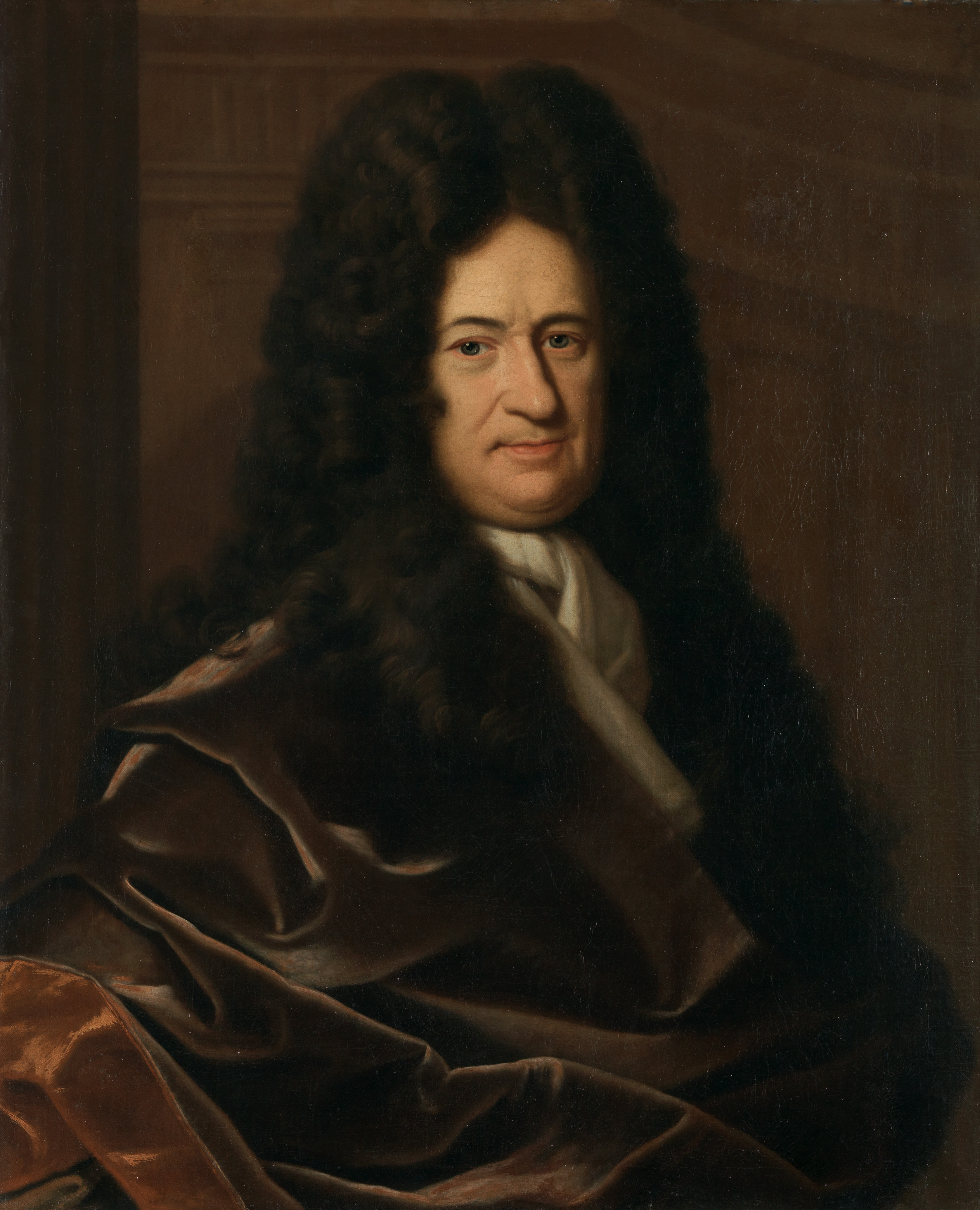
Gottfried Wilhelm Leibniz

Das Problem, Tangenten an Kurven (Differentialrechnung) und Flächen unter Kurven (Integralrechnung) zu bestimmen, beschäftigte viele Mathematiker des 17. Jahrhunderts, mit wichtigen Beiträgen zum Beispiel von Bonaventura Cavalieri, Johannes Kepler, Gilles de Roberval, Pierre de Fermat, Evangelista Torricelli, René Descartes, Isaac Barrow (mit Einfluss auf Newton) und Christian Huygens (der besonders Leibniz beeinflusste).
Unabhängig voneinander entwickelten Isaac Newton und Leibniz eine der weitreichendsten Entdeckungen der Mathematik, die Infinitesimalrechnung und damit den Begriff der Ableitung und des Zusammenhangs von Differential- und Integralrechnung über den Fundamentalsatz der Analysis. Um der Problematik der unendlich kleinen Größen beizukommen, argumentierte Newton hauptsächlich über Geschwindigkeiten (Fluxionen). Leibniz gab eine elegantere Formulierung des Infinitesimalkalküls und begründete die Bezeichnung {\displaystyle {\tfrac {\mathrm {d} }{\mathrm {d} x}}} sowie das Integralzeichen {\displaystyle \textstyle \int }. Zwischen den beiden Mathematikern und ihren Schülern kam es später zu einem langwierigen Prioritätsstreit, der sich auch zu einem Gegensatz kontinentaleuropäischer und englischer Mathematik zuspitzte. Der vielseitig, aber eher philosophisch interessierte Leibniz kam zwar in Hinsicht auf mathematische Fähigkeiten nicht an den in persönlicher Hinsicht sehr schwierigen und streitbaren Newton heran (Leibniz hatte zuvor in Briefwechsel mit Newton gestanden, der das so sah, dass er ihm auf diese Weise wesentliche eigene Ergebnisse zukommen ließ, die Newton nicht veröffentlicht hatte, aber unter ausgewählten Mathematikern zirkulieren ließ), erhielt aber Unterstützung durch kontinentaleuropäische Mathematiker, besonders den begabten Mathematikern der Familie Bernoulli aus der Schweiz.
Gleichzeitig legte Isaac Newton die Grundlagen der theoretischen Mechanik und theoretischen Physik in seinem berühmten Hauptwerk Philosophiae Naturalis Principia Mathematica. Er verwendete darin zwar nicht die Sprache der Analysis, sondern formulierte seine Sätze im klassischen geometrischen Stil, den Zeitgenossen war aber klar, dass er sie mit Hilfe der Analysis gewonnen hatte und in dieser Sprache wurden die theoretische Physik und Mechanik dann auch im 18. Jahrhundert ausgebaut.
Von Leibniz wiederum stammen auch Ideen zu einer universalen Algebra, Determinanten, Binärzahlen und eine Rechenmaschine.

### Mathematik im 18. Jahrhundert
Die Methoden der Infinitesimalrechnung wurden weiter entwickelt, auch wenn die Anforderungen an mathematische Strenge damals noch sehr gering waren, was einige Philosophen wie zum Beispiel George Berkeley scharf kritisierten. Einer der produktivsten Mathematiker jener Zeit war der Schweizer Leonhard Euler. Ein Großteil der heute verwendeten „modernen“ Symbolik geht auf Euler zurück. Neben seinen Beiträgen zur Analysis führte er, neben vielen anderen Verbesserungen in der Notation, als erster das Symbol i als eine Lösung der Gleichung x2 = −1 ein. Die Vorgeschichte der komplexen Zahlen ging bis auf Cardano und andere Renaissance-Mathematiker zurück, diese Erweiterung des Zahlbereichs bereitete aber noch lange der Vorstellungskraft der meisten Mathematiker Schwierigkeiten und ihren wirklichen Durchbruch in der Mathematik erzielten sie erst im 19. Jahrhundert, nachdem auch eine geometrische Interpretation als zweidimensionale Vektoren entdeckt wurde (Caspar Wessel 1799, Jean-Robert Argand, Gauß). Von Euler stammen auch zahlreiche Anwendungen der Mathematik in der Physik und Mechanik.
Außerdem spekulierte Euler darüber, wie eine Analysis situs aussehen könne, der Beschreibung von Lagebeziehungen von Objekten ohne Verwendung einer Metrik (Längen- und Winkelmessung). Diese Idee wurde später zum Theoriegebäude der Topologie ausgebaut. Eulers erster Beitrag dazu war die Lösung des Königsberger Brückenproblems und sein Polyedersatz. Ein weiterer fundamentaler Zusammenhang zwischen zwei entfernten Gebieten der Mathematik, der Analysis und der Zahlentheorie, geht ebenfalls auf ihn zurück. Die Verbindung von Zeta-Funktion und Primzahlen, die Bernhard Riemann im 19. Jahrhundert zu einer Grundlage der analytischen Zahlentheorie machte, entdeckte Euler als erster. Weitere Beiträge zur Analysis der Zeit und ihrer Anwendung stammten von den Bernoullis (insbesondere Johann I Bernoulli, Daniel Bernoulli), Lagrange und D’Alembert, insbesondere dem Ausbau und der Anwendung der Variationsrechnung auf die Lösung vieler Probleme der Mechanik. Ein Zentrum der Entwicklung war Frankreich und Paris, wo nach der Französischen Revolution und unter Napoleon die Mathematik in neu gegründeten Ingenieursschulen (besonders der Ecole Polytechnique) einen großen Aufschwung nahm. Mathematiker wie Jakob I Bernoulli am Anfang des Jahrhunderts, Abraham de Moivre, Laplace und Thomas Bayes in England bauten die Wahrscheinlichkeitstheorie aus.
Lagrange leistete wichtige Beiträge zur Algebra (quadratische Formen, Gleichungstheorie) und Zahlentheorie, Adrien-Marie Legendre zu Analysis (Elliptische Funktionen u. a.) und zur Zahlentheorie und Gaspard Monge zur Darstellenden Geometrie.

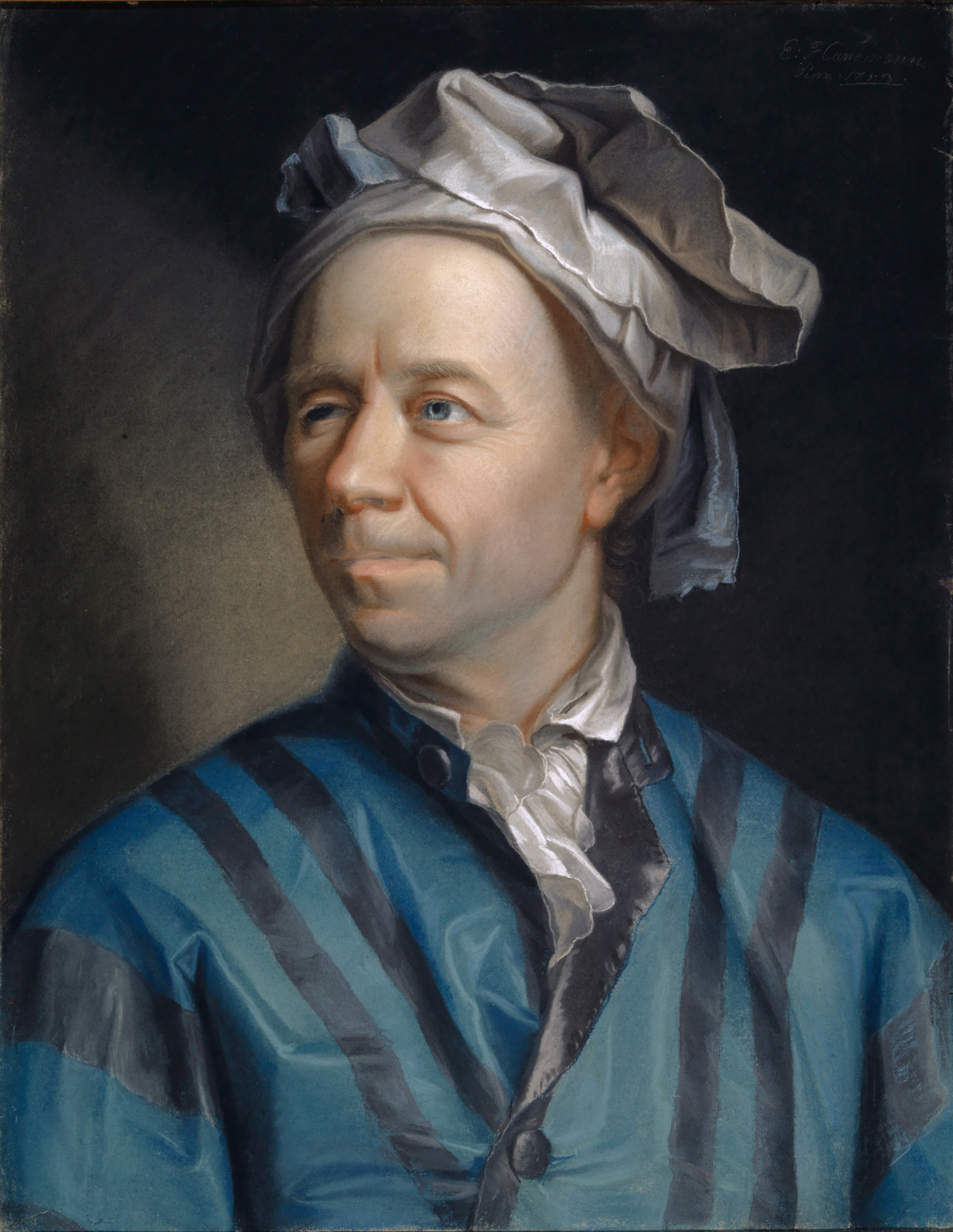
Leonhard Euler
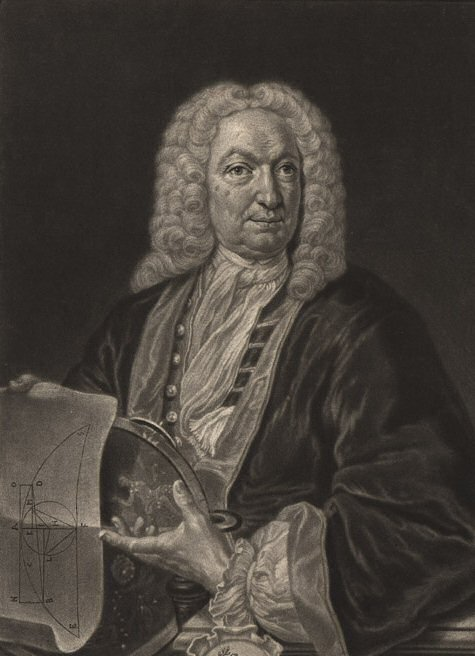
Johann I Bernoulli
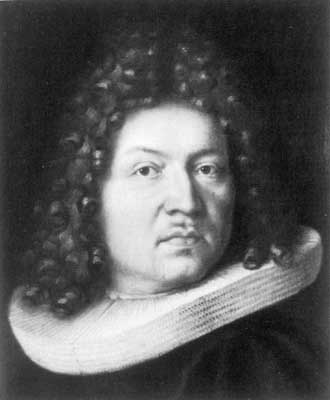
Jakob I Bernoulli
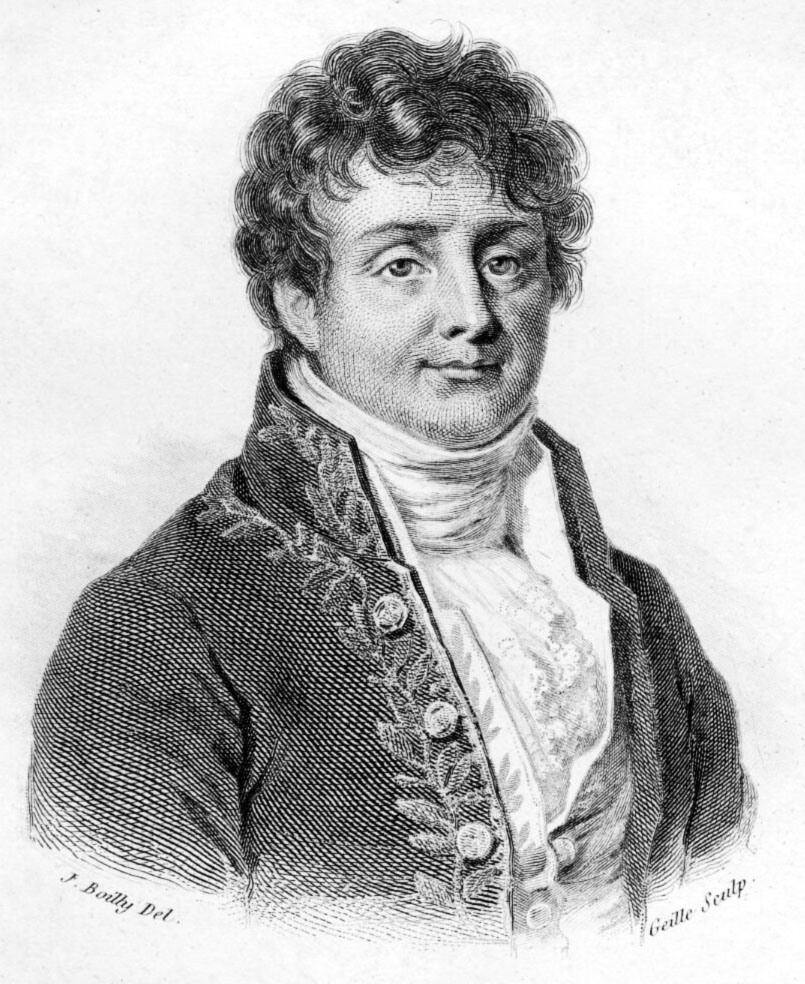
Jean Baptiste Joseph Fourier
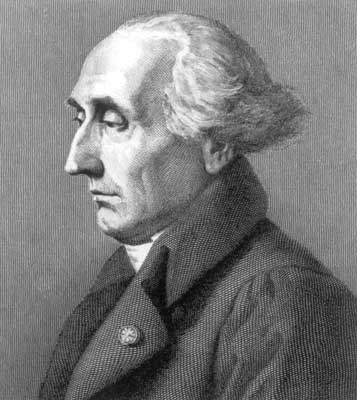
Joseph-Louis Lagrange

### Mathematik im 19.Jahrhundert

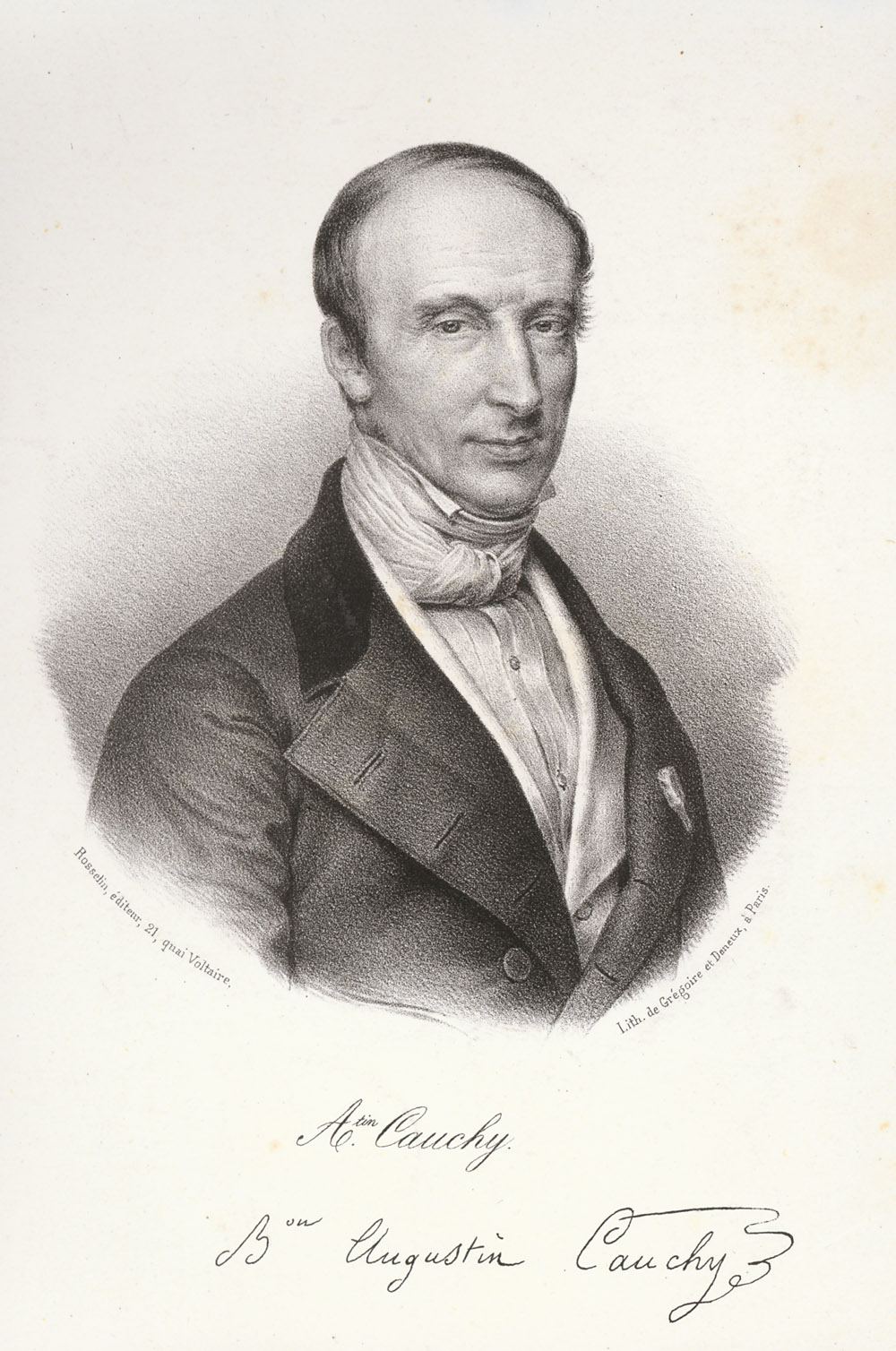
Augustin-Louis Cauchy

Ab dem 19. Jahrhundert wurden die Grundlagen der mathematischen Begriffe hinterfragt und fundiert. Augustin-Louis Cauchy begründete die {\displaystyle \varepsilon }-Definition des Grenzwertes. Außerdem legte er die Grundlagen der Funktionentheorie. Der enge Zusammenhang der Entwicklung von Physik und Mechanik und der Analysis des 18. Jahrhunderts blieb bestehen und viele Mathematiker waren gleichzeitig theoretische Physiker, was man damals also noch nicht trennte. Ein Beispiel für den Zusammenhang ist die Entwicklung der Fourieranalyse durch Joseph Fourier. Eines der zentralen Themen des 19. Jahrhunderts war die Untersuchung spezieller Funktionen, besonders Elliptischer Funktionen und deren Verallgemeinerungen (eine wichtige Rolle spielten hier Niels Henrik Abel und Carl Gustav Jacobi) und algebraische Geometrie von Kurven und Flächen mit Verbindungen zur Funktionentheorie (u. a. Bernhard Riemann mit seiner Idee der Riemannschen Fläche, Alfred Clebsch, Felix Klein und die italienische Schule bei algebraischen Flächen). Es wurden eine Fülle von Einzelresultaten auf den verschiedensten Gebieten entdeckt, deren Ordnung und strenge Begründung aber häufig erst im 20. Jahrhundert erfolgen konnte. Ein großes Beschäftigungsfeld von Mathematikern und Quelle für Entwicklungen in der Mathematik blieb wie im 18. Jahrhundert die Himmelsmechanik.
Der jung in der Folge eines Duells getötete Franzose Évariste Galois verwendete in seiner Galoistheorie Methoden der Gruppentheorie, um die Lösbarkeit algebraischer Gleichungen zu untersuchen, was zum Beweis der allgemeinen Nichtauflösbarkeit von polynomialen Gleichungen (Grad 5 und höher) durch Radikale (Wurzeloperationen) führte. Dies wurde unabhängig von Niels Henrik Abel gezeigt. Auch mit Hilfe der Galoistheorie wurden einige der klassischen Probleme der Antike als nicht lösbar erkannt, nämlich die Dreiteilung des Winkels und die Verdoppelung des Würfels (das gelang allerdings auch Pierre Wantzel ohne Galoistheorie). Die Quadratur des Kreises wurde erst durch Beweis der Transzendenz von {\displaystyle \pi } durch Ferdinand Lindemann erledigt. Es entstanden neue Geometrien, insbesondere die Projektive Geometrie (Jean-Victor Poncelet, Jakob Steiner, Karl von Staudt) wurde stark ausgebaut und Felix Klein ordnete diese und andere Geometrien mit Hilfe des Konzepts der Transformationsgruppe (Erlanger Programm).
Die Algebraiker erkannten, dass man nicht nur mit Zahlen rechnen kann; alles, was man braucht, sind Verknüpfungen. Diese Idee wurde in Gruppen (zum Beispiel Galois, Arthur Cayley, Camille Jordan, Ferdinand Georg Frobenius), Ringen, Idealen und Körpern (unter anderem Galois, endliche Körper werden nach Galois Galois-Körper genannt) formalisiert, wobei Algebraiker in Deutschland wie Richard Dedekind, Leopold Kronecker eine wichtige Rolle spielten. Der Norweger Sophus Lie untersuchte die Eigenschaften von Symmetrien. Durch seine Theorie wurden algebraische Ideen in die Analysis und Physik eingeführt. Die modernen Quantenfeldtheorien beruhen im Wesentlichen auf Symmetriegruppen. Das Vektorkonzept entstand (unter anderem durch Hermann Grassmann) und das dazu konkurrierende Konzept der Quaternionen (durch William Rowan Hamilton), einem Beispiel der vielen neu entdeckten algebraischen Strukturen, sowie die moderne Theorie der Matrizen (Lineare Algebra).

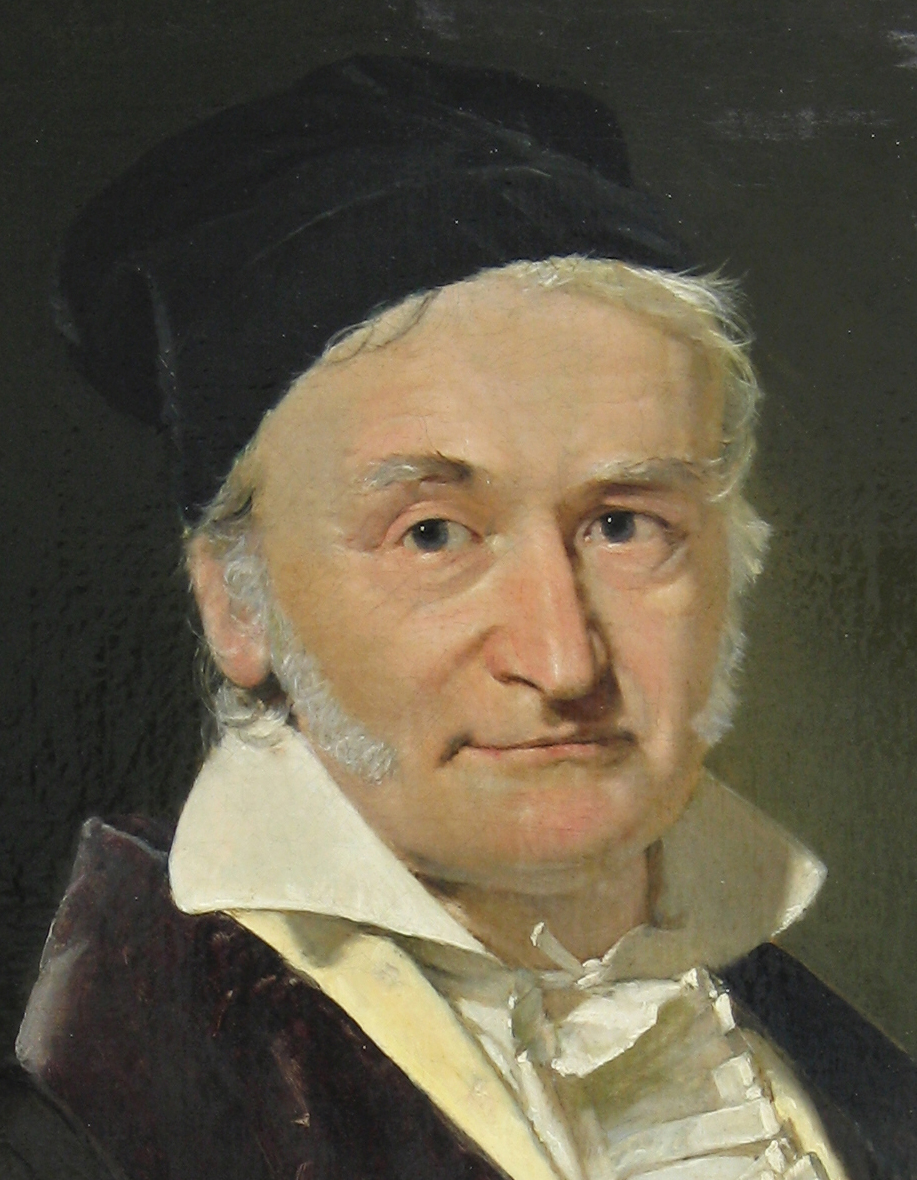
Carl Friedrich Gauß

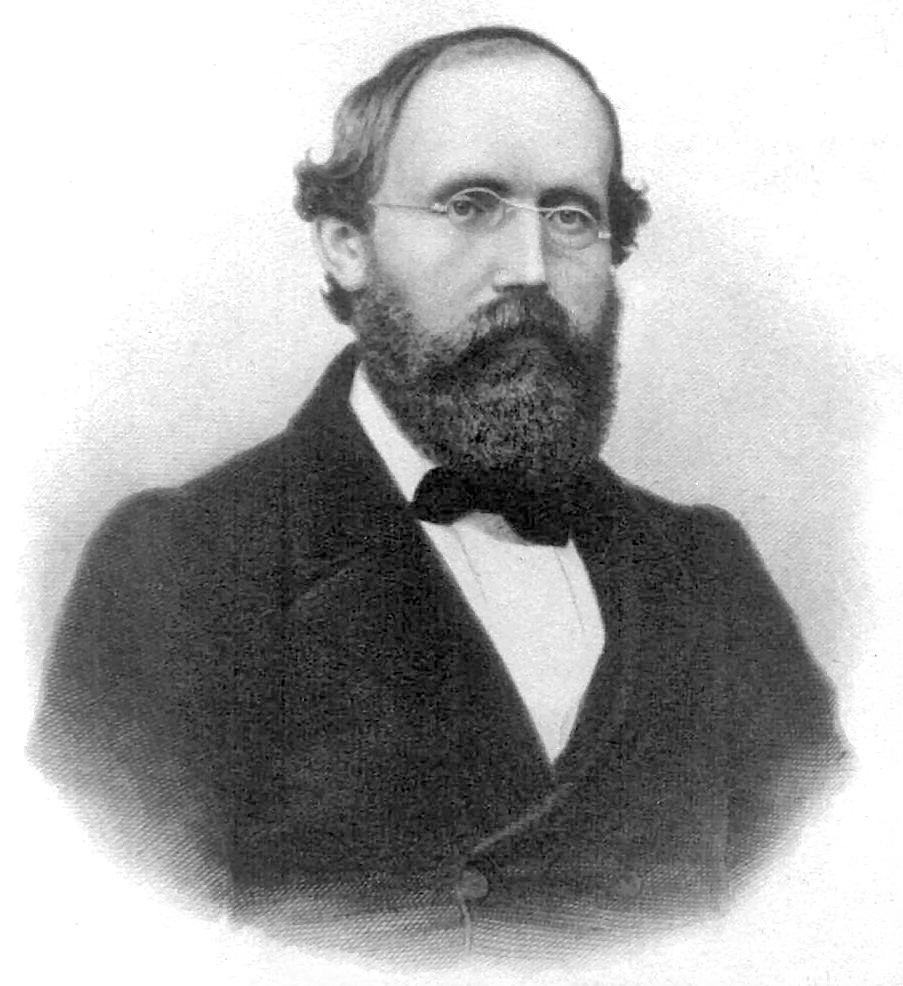
Bernhard Riemann

In Göttingen wirkten zwei der einflussreichsten Mathematiker der Zeit, Carl Friedrich Gauß und Bernhard Riemann. Neben fundamentalen Erkenntnissen in der Analysis, Zahlentheorie, Funktionentheorie schufen sie und andere die Differentialgeometrie mit dem Begriff der Krümmung und der weitgehenden Verallgemeinerung in höhere Dimensionen durch Riemann (Riemannsche Geometrie). Die Nichteuklidische Geometrie machte die Begrenztheit des jahrhundertelang gelehrten Euklidischen Axiomensystems deutlich und wurde durch Nikolai Iwanowitsch Lobatschewski und János Bolyai begründet (ihre Existenz war auch Gauß bekannt, der aber nichts darüber veröffentlichte). Gauß legte mit seinen Disquisitiones Arithmeticae die Grundlagen der Algebraischen Zahlentheorie und bewies den Fundamentalsatz der Algebra.
In Berlin begründete insbesondere Karl Weierstraß eine mathematische Schule der strengen Grundlegung der Analysis und der Begründung der Funktionentheorie auf Potenzreihen, während Riemann die geometrische Funktionentheorie begründete und dabei die Rolle der Topologie herausstellte. Die Schülerin von Weierstraß Sofja Wassiljewna Kowalewskaja war eine der ersten Frauen, die eine prominente Rolle in der Mathematik einnahmen, und die erste Professorin in Mathematik.
Georg Cantor überraschte mit der Erkenntnis, dass es mehr als eine „Unendlichkeit“ geben kann. Er definierte zum ersten Mal, was eine Menge ist, und wurde somit der Gründer der Mengenlehre. Gegen Ende des 19. Jahrhunderts nahm Henri Poincaré eine führende Rolle in der Mathematik ein, unter anderem gelangen ihm wesentliche Fortschritte in der algebraischen Topologie und der qualitativen Theorie der Differentialgleichungen, was ihn später zu einem Vorläufer der Chaostheorie machte.
Die neu gestiegenen Forderungen an die Strenge von Beweisen und Bemühungen um Axiomatisierung von Teilgebieten der Mathematik vertraten etwa Richard Dedekind bei den reellen Zahlen, Giuseppe Peano bei den natürlichen Zahlen und David Hilbert in der Geometrie. Nach Tausenden von Jahren erfuhr die Logik eine Runderneuerung. Gottlob Frege erfand die Prädikatenlogik, die erste Neuerung auf diesem Gebiet seit Aristoteles. Zugleich bedeuteten seine Arbeiten den Anfang der Grundlagenkrise der Mathematik.
Frankreich hatte nach der Französischen Revolution einen großen Aufschwung in der Mathematik erlebt, Deutschland zog Anfang des Jahrhunderts mit der dominierenden Forschungspersönlichkeit von Gauß nach, der allerdings keine Schule bildete und wie Newton die Angewohnheit hatte, selbst wesentliche neue Entdeckungen nicht zu veröffentlichen. Das deutsche System der Forschungsseminare an den Universitäten bildete sich zuerst in Königsberg und war dann zentraler Bestandteil der Lehre in den mathematischen Zentren in Göttingen und Berlin und wirkte dann auch darüber hinaus zum Beispiel in die USA, für die Deutschland in der Mathematik prägend war. Auch in Italien nahm die Mathematik nach der Unabhängigkeit des Landes einen großen Aufschwung, besonders in der algebraischen Geometrie (italienische Schule von Francesco Severi, Guido Castelnuovo und Federigo Enriques) und den Grundlagen der Mathematik (Peano). Großbritannien hatte insbesondere einen Wirkungsschwerpunkt in der theoretischen Physik, ihre mathematischen Schulen neigten aber immer wieder zu Sonderwegen, die sie von Kontinentaleuropa isolierten, so im hartnäckigen Festhalten am Newtonschen Stil der Analysis im 18. Jahrhundert und in der Betonung der Rolle der Quaternionen Ende des 19. Jahrhunderts. Der zuletzt in Göttingen neben Hilbert wirkende, gut vernetzte Felix Klein nahm gegen Ende des Jahrhunderts in Deutschland eine in vieler Hinsicht führende Stellung ein und organisierte ein Enzyklopädieprojekt der Mathematik und ihrer Anwendungen, das auch französische Mathematiker einschloss. Die Niederlage im Deutsch-Französischen Krieg von 1870/71 wirkte auf viele französische Mathematiker als Ansporn – wie auf anderen Gebieten auch – um einen vermeintlichen Rückstand zum aufstrebenden deutschen Reich aufzuholen, der zu einer neuen Blüte der französischen Mathematik führte.

## Moderne Mathematik
Das 20. Jahrhundert erlebte einen beispiellosen, die vorangehenden Jahrhunderte in den Schatten stellenden Ausbau der Mathematik sowohl in der Breite als auch in der Tiefe. Die Zahl der Mathematiker und Anwender der Mathematik nahm stark zu, auch was die Zahl der Herkunftsländer und Frauen betraf. Amerika und die Sowjetunion übernahmen vor allem nach dem Zweiten Weltkrieg zusätzlich zu den traditionellen mitteleuropäischen Nationen eine Führungsrolle, aber auch Länder wie Japan und China nach Öffnung zum Westen. Die Mathematik wurde durch die großen technologischen Fortschritte im 20. Jahrhundert und insbesondere die Digitalisierung zu einer Schlüsseldisziplin.
Hilbert formulierte 1900 eine Reihe von berühmten Problemen (Hilbertsche Probleme), die vielfach als Richtschnur für den weiteren Fortschritt dienten und von denen die meisten im Lauf des 20. Jahrhunderts gelöst oder einer Lösung nähergebracht wurden. Ein Anliegen der modernen Mathematik war das Bedürfnis, die Grundlagen dieser Wissenschaft ein für alle Mal zu festigen. Allerdings begann dies mit einer Krise Anfang des 20. Jahrhunderts: Bertrand Russell erkannte die Bedeutung von Freges Arbeiten. Gleichzeitig entdeckte er allerdings auch unlösbare Widersprüche darin, die mit Paradoxien des Unendlichen zusammenhingen (Russellsche Antinomie). Diese Erkenntnis erschütterte die gesamte Mathematik. Mehrere Versuche zur Rettung wurden unternommen: Russell und Alfred North Whitehead versuchten in ihrem mehrtausendseitigen Werk Principia Mathematica mit Hilfe der Typentheorie ein Fundament aufzubauen. Alternativ dazu begründeten Ernst Zermelo und Abraham Fraenkel die Mengenlehre axiomatisch (Zermelo-Fraenkel-Mengenlehre). Letztere setzte sich durch, weil ihre wenigen Axiome wesentlich handlicher sind als die schwierige Darstellung der Principia Mathematica.

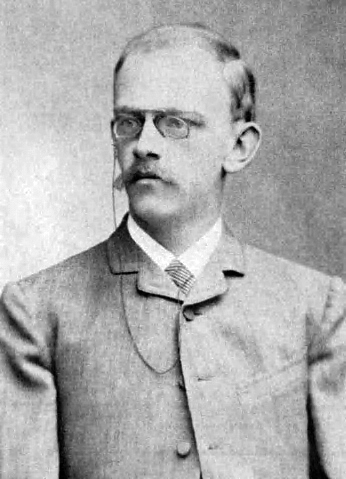
David Hilbert, Foto aus dem Jahr 1886

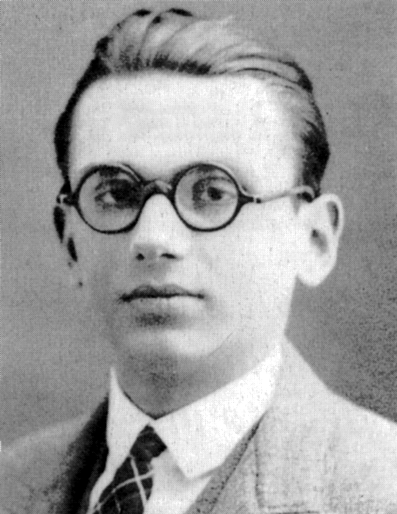
Kurt Gödel (1925)

Der Zweifel an den Grundlagen blieb aber bestehen. David Hilbert, der eine berühmte Schule in Göttingen begründet hatte und die unterschiedlichsten mathematischen Disziplinen revolutioniert hatte (von der Geometrie, der algebraischen Zahlentheorie, der Funktionalanalysis mit Beiträgen zur Physik bis zu den Grundlagen der Mathematik), sich allerdings in einzelnen Schaffensperioden im Wesentlichen einem Gebiet widmete und frühere Forschungsgebiete völlig aufgab, wandte sich in seiner letzten Schaffensphase den Grundlagen der Mathematik und der Formalisierung mathematischer Beweise zu. Beweise waren für Hilbert und seine formalistische Schule nur eine Folge von Ableitungen aus Axiomen, eine Folge von Symbolen, und einem berühmten Ausspruch von Hilbert zufolge, der sich auf die Axiomatisierung der Geometrie bezog, sollte man Punkte, Geraden und Ebenen in der Formelsprache jederzeit durch Tische, Stühle und Bierseidel ersetzen können, wichtig waren nur die Axiome und Ableitungsregeln. Kurt Gödels Unvollständigkeitssatz zeigte jedoch, dass es in jedem formalen System, das umfangreich genug ist, um die Arithmetik der natürlichen Zahlen aufzubauen, Sätze gibt, die weder bewiesen noch widerlegt werden können. Mathematiker und Logiker wie Gerhard Gentzen bewiesen die Widerspruchsfreiheit von Teilgebieten der Mathematik (jeweils unter Rückgriff auf diese Teilgebiete überschreitende Prinzipien). Eine andere Richtung, die mit dem Intuitionismus Brouwers, der zuvor auch einer der Begründer der mengentheoretischen Topologie war, Anfang des Jahrhunderts einsetzte, versuchte eine von endlichen Schritten ausgehende konstruktive Mathematik aufzubauen, bei der man allerdings auf wichtige Sätze der Mathematik verzichten muss.
Neben der Logik wurden andere Bereiche der Mathematik zunehmend abstrahiert und auf axiomatische Grundlagen gestellt, worin besonders David Hilbert mit seiner Schule eine führende Rolle hatte. Französische Mathematiker wie Henri Lebesgue (Lebesgue-Integral), Jacques Hadamard und Emile Borel (Maßtheorie), die Hilbert-Schule in Göttingen und die polnische Schule unter ihrer Leitfigur Stefan Banach waren Zentren der Entwicklung der Funktionalanalysis, das heißt der Untersuchung unendlich dimensionaler Funktionenräume. Mit Hilfe der Banachräume und ihrer Dualitäten können viele Probleme, zum Beispiel der Integralgleichungen, sehr elegant gelöst werden. Die polnische Schule der Zwischenkriegszeit war auch führend in Topologie und mathematischer Grundlagenforschung und auch die russischen Mathematiker hatten anfangs einen Schwerpunkt in Funktionalanalysis (Lusin-Schule, Andrei Kolmogorow) und Topologie (u. a. Pawel Sergejewitsch Alexandrow, Lew Pontrjagin). Die Mathematik wurde durch die Entwicklung neuer physikalischer Theorien befruchtet, insbesondere der Quantenmechanik (mit Verbindung insbesondere zur Funktionalanalysis) und die Relativitätstheorie, das den Tensorkalkül und die Differentialgeometrie beförderte. Die Distributionen (Laurent Schwartz, Sergei Lwowitsch Sobolew) der Funktionalanalysis führte zuerst Paul Dirac in der Quantenmechanik ein. Diese wiederum profitierte von der Entwicklung der Spektraltheorie linearer Operatoren (linearer Algebra in unendlich vielen Dimensionen).
Andrei Kolmogorow lieferte eine axiomatische Begründung der Wahrscheinlichkeit. Die Wahrscheinlichkeit ist für ihn ähnlich dem Flächeninhalt und kann mit Methoden der Maßtheorie behandelt werden. Damit erhielt dieses Gebiet eine sichere Grundlage, auch wenn die Auseinandersetzungen über Interpretationsfragen andauerten (siehe auch Geschichte der Wahrscheinlichkeitsrechnung). Eine große Quelle „nützlicher Mathematik“ war die Entwicklung vielfältiger statistischer Methoden (Ronald Aylmer Fisher, Karl Pearson, Abraham Wald, Kolmogorow und andere) mit breiten Anwendungen im Versuchswesen, der Medizin, aber auch in den Sozial- und Geisteswissenschaften, der Marktforschung und Politik.
Die führende Rolle der Hilbertschen Schule endete mit dem Nationalsozialismus, der sich auch in der Mathematik bei den Vertretern der Deutschen Mathematik ausprägte, und der Vertreibung eines Großteils der jüdischen Wissenschaftler aus ihren Universitätsstellen. Viele fanden Zuflucht in den USA und anderswo und befruchteten dort die Entwicklung der Mathematik.

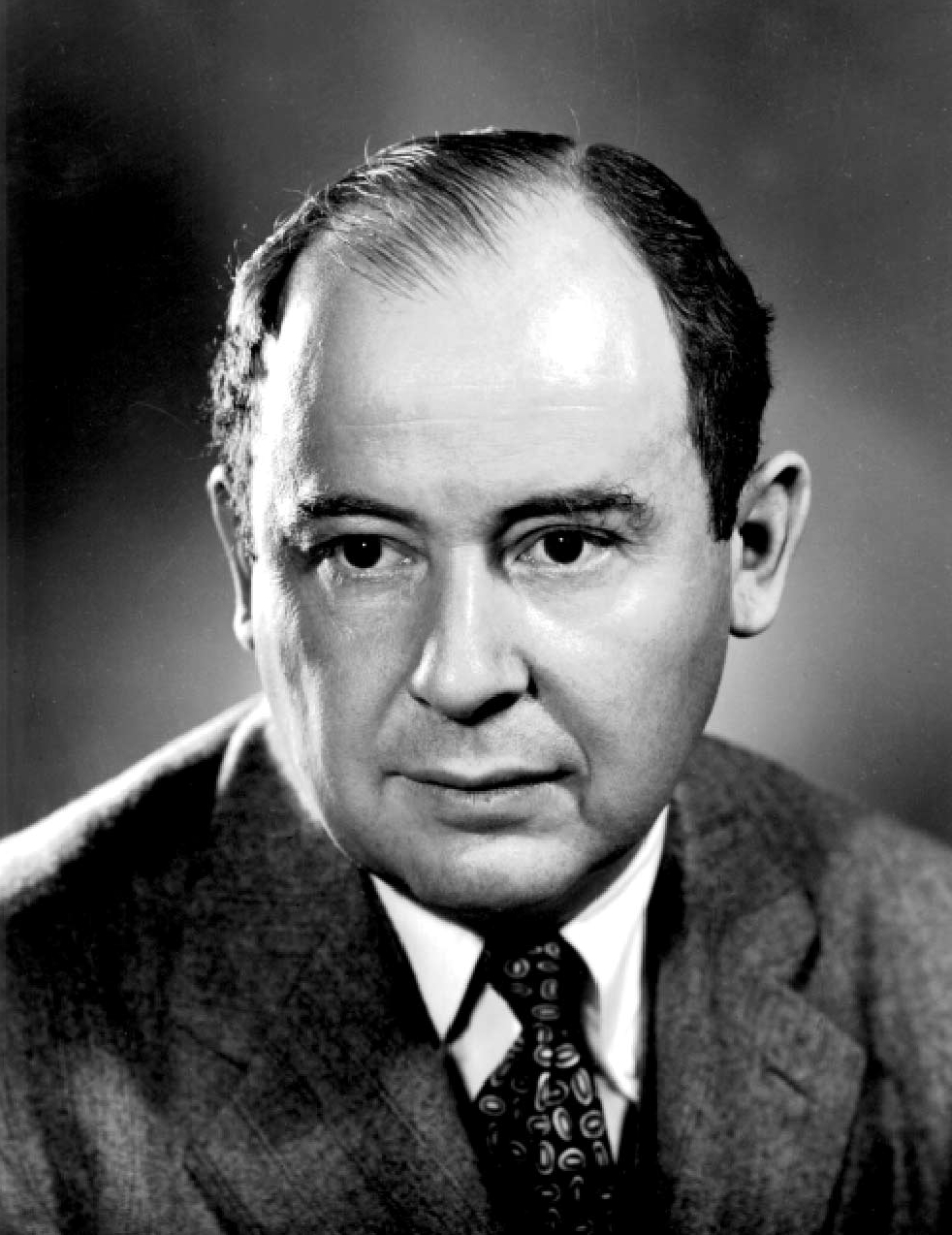
John von Neumann

Im Zweiten Weltkrieg entstand großer Bedarf an der Lösung konkreter mathematischer Probleme für militärische Belange, beispielsweise bei der Entwicklung der Atombombe, des Radars oder der Entschlüsselung von Codes. John von Neumann wie Alan Turing, der in der Theorie der Berechenbarkeit zuvor das abstrakte Konzept einer universalen Rechenmaschine entwickelt hatte, arbeiteten an konkreten Computerprojekten. Der Computer hielt Einzug in die Mathematik. Dies führte zu einer dramatischen Weiterentwicklung der numerischen Mathematik. Mit Hilfe des Computers können nun komplexe Probleme, die per Hand nicht zu lösen waren, relativ schnell berechnet werden, und numerisches Experimentieren machte viele neue Phänomene erst zugänglich (Experimentelle Mathematik).
Einen Höhepunkt erreichten Abstraktion und Formalisierung im Schaffen des Autorenkollektivs Nicolas Bourbaki, zu der führende Mathematiker in Frankreich (und darüber hinaus) gehörten wie André Weil, Jean-Pierre Serre, Henri Cartan und Claude Chevalley und deren Treffen schon Ende der 1930er Jahre begannen. Sie übernahmen nach dem Niedergang der Hilbert-Schule und der Vertreibung vieler Mathematiker durch die Nationalsozialisten nach dem Krieg, wovon vor allem die USA profitierten, eine Führungsrolle in der strukturellen Auffassung der Mathematik. Sie wollten zunächst in bewusster Anlehnung an die Göttinger algebraische Schule das stark an der Analysis orientierte Curriculum in Frankreich überwinden, wirkten aber bald auch weit darüber hinaus (mit der Neuen Mathematik im Schul-Curriculum der 1960er und 1970er Jahre).
Bedeutend in der zweiten Hälfte des 20. Jahrhunderts war die grundlegende Umwälzung der algebraischen Geometrie vor allem durch Arbeiten Alexander Grothendiecks und seiner Schule sowie die breite Entwicklung der algebraischen Topologie, und – teilweise damit einhergehend – die Entwicklung der Kategorientheorie. Das war ein nochmaliger Steigerungsgrad der Abstrahierung nach der Entwicklung der abstrakten Algebra in der ersten Hälfte des 20. Jahrhunderts insbesondere in der Schule von Emmy Noether und lieferte neue Ansätze und Denkweisen, die in weiten Teilen der Mathematik wirksam geworden sind. Die Kategorientheorie bot dabei eine Alternative zur Mengenlehre als Theorie der grundlegenden Strukturen.
Neben den Tendenzen zur Abstraktion gab es in der Mathematik aber immer wieder die Tendenz, konkrete Objekte detailliert zu erkunden. Besonders geeignet waren diese Untersuchungen auch, der Öffentlichkeit die Rolle der Mathematik näherzubringen (zum Beispiel Fraktale ab den 1980er Jahren und die Chaostheorie, die Katastrophentheorie der 1970er Jahre).

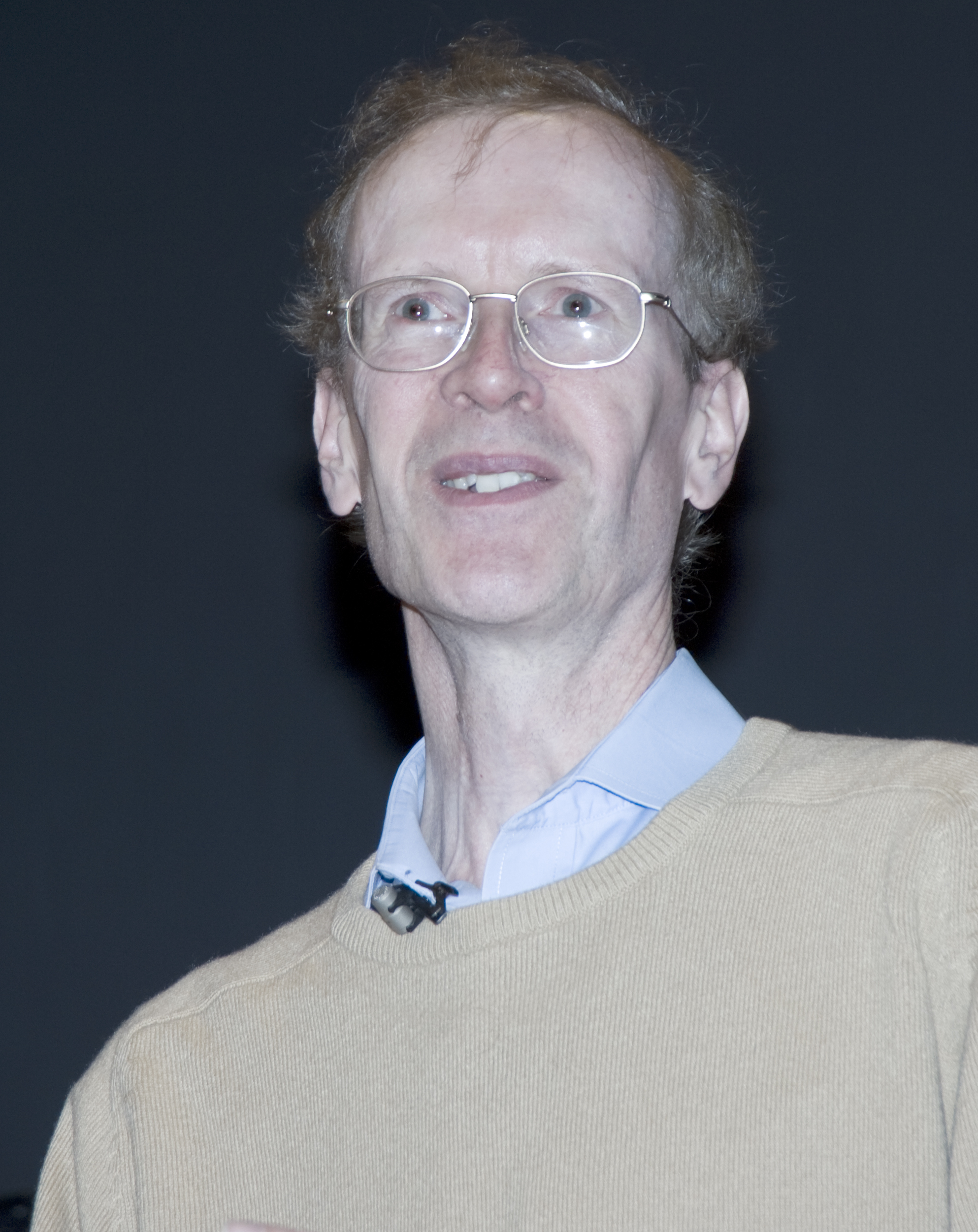
Andrew Wiles

Wichtige neue Entwicklungen wie der Atiyah-Singer-Indexsatz oder der Beweis der Weil-Vermutungen spiegeln sich in der Verleihungen der Fields-Medaille und des Abelpreises. Viele teilweise jahrhundertealte Probleme wurden im 20. Jahrhundert gelöst wie das Vierfarbenproblem, die Kepler-Vermutung (beide mit Computerhilfe), der Klassifikationssatz der endlichen Gruppen, die Mordellvermutung (Gerd Faltings), die Poincaré-Vermutung (durch Grigori Perelman 2002) und 1995 schließlich der Satz von Fermat durch Andrew Wiles. Fermats Aussage, dass der Rand einer Buchseite zu schmal für einen Beweis sei, bestätigte sich: Wiles’ Beweis ist über 100 Seiten lang, und er brauchte Hilfsmittel, die weit über den mathematischen Erkenntnisstand zu Fermats Zeiten hinausgingen. Einige Probleme wurden für prinzipiell unlösbar erkannt (wie die Kontinuumshypothese durch Paul Cohen), viele neue Probleme kamen hinzu (wie die abc-Vermutung) und die Riemann-Hypothese ist eines der wenigen Probleme der Hilbertliste, deren Beweis trotz großer Anstrengungen vieler Mathematiker weiterhin in weiter Ferne zu liegen scheint. Eine Liste zentraler ungelöster Probleme der Mathematik ist die Liste der Millennium-Probleme. Zum Ende des Jahrhunderts gab es wieder eine starke Wechselwirkung von Mathematik und Physik über Quantenfeldtheorien und Stringtheorie mit überraschenden und tiefliegenden Verbindungen in verschiedenen Bereichen der Mathematik (unendlich dimensionale Lie-Algebren, Supersymmetrie, Dualitäten mit Anwendungen in der abzählenden algebraischen Geometrie, Knotentheorie u. a.). Vorher hatte die Elementarteilchenphysik von der Mathematik insbesondere durch deren Klassifikation von kontinuierlichen Symmetriegruppen, den Lie-Gruppen, ihren Lie-Algebren und deren Darstellungen profitiert (Elie Cartan, Wilhelm Killing im 19. Jahrhundert, Hermann Weyl im 20. Jahrhundert), und Lie-Gruppen sind auch ein zentrales, vereinigendes Thema der Mathematik des 20. Jahrhunderts mit vielfältigsten Anwendungen innerhalb der Mathematik bis zur Zahlentheorie (Langlands-Programm).